# Dugny
Pour l’article homonyme, voir Dugny-sur-Meuse.
Dugny est une commune française située dans le département de la Seine-Saint-Denis, en région Île-de-France.
Petit village jusqu'à la Révolution française, la commune de Dugny subit de nombreux dégâts et destructions à l'époque contemporaine. En 1814 et 1815, lors de la Première Restauration, Dugny est occupée par les armées alliées (russe, prussienne et autrichienne) qui y font des dégâts ; les batailles du Bourget de 1870 détruisent en partie la commune ; et les bombardements aériens qui visent l'aéroport du Bourget, lors de la Seconde Guerre mondiale, rasent la ville à plus de 90 %.
L'histoire et le patrimoine de la ville sont fortement liés à l'aviation. L'aéroport du Bourget et le musée de l'air et de l'espace couvrent une partie du territoire dugnysien. La base aérienne 104 était implantée à Dugny depuis la Première Guerre mondiale ; et elle accueillait depuis 1953 l'Établissement d'aéronautique navale de Dugny-Le Bourget. Elle a définitivement fermé en 2011. Des installations rénovées accueillent fin 2016 le transfert d'activités d'Airbus Helicopters implantées antérieurement à La Courneuve.

## Géographie

### Localisation

Vue de la commune de Dugny en rouge sur la carte de la « Petite Couronne » d'Île-de-France.

Dugny est une commune de la banlieue nord de Paris, elle se situe à 8 kilomètres des boulevards des Maréchaux à Paris, et à 11,6 kilomètres au nord-est de la cathédrale Notre-Dame de Paris, centre de la capitale française.
Dugny se situe à une dizaine de kilomètres de l'Aéroport Roissy Charles de Gaulle et de sa zone aéroportuaire. Elle se trouve proche de la Plaine Saint-Denis et fait partie de la zone économique de l'aéroport du Bourget.
La commune est située dans la partie méridionale du pays de France, qui est aujourd'hui fortement urbanisée.
La commune se trouve dans l'aire d'attraction de Paris ainsi que dans son unité urbaine et dans son bassin de vie. Elle fait partie de la zone d'emploi de Roissy.

### Communes limitrophes
Dugny est limitrophe de six communes. Elle est voisine de Stains, de La Courneuve, du Bourget et du Blanc-Mesnil, communes de la Seine-Saint-Denis et de Bonneuil-en-France et de Garges-lès-Gonesse, communes du Val-d'Oise
| Garges-lès-Gonesse | Bonneuil-en-France | Bonneuil-en-France |
| Stains             | Dugny              | Le Blanc-Mesnil    |
| La Courneuve       | Le Bourget         | Le Blanc-Mesnil    |

### Géologie et relief
La superficie de la commune est de 3,89 km2 ; son altitude varie de 33  à   47 mètres.
À l'époque glaciaire, les berges et les lits de la Marne et de la Seine recouvraient sans doute la ville. Aussi, le sol de la commune est-il composé en partie de limons et de marnes.

### Hydrographie

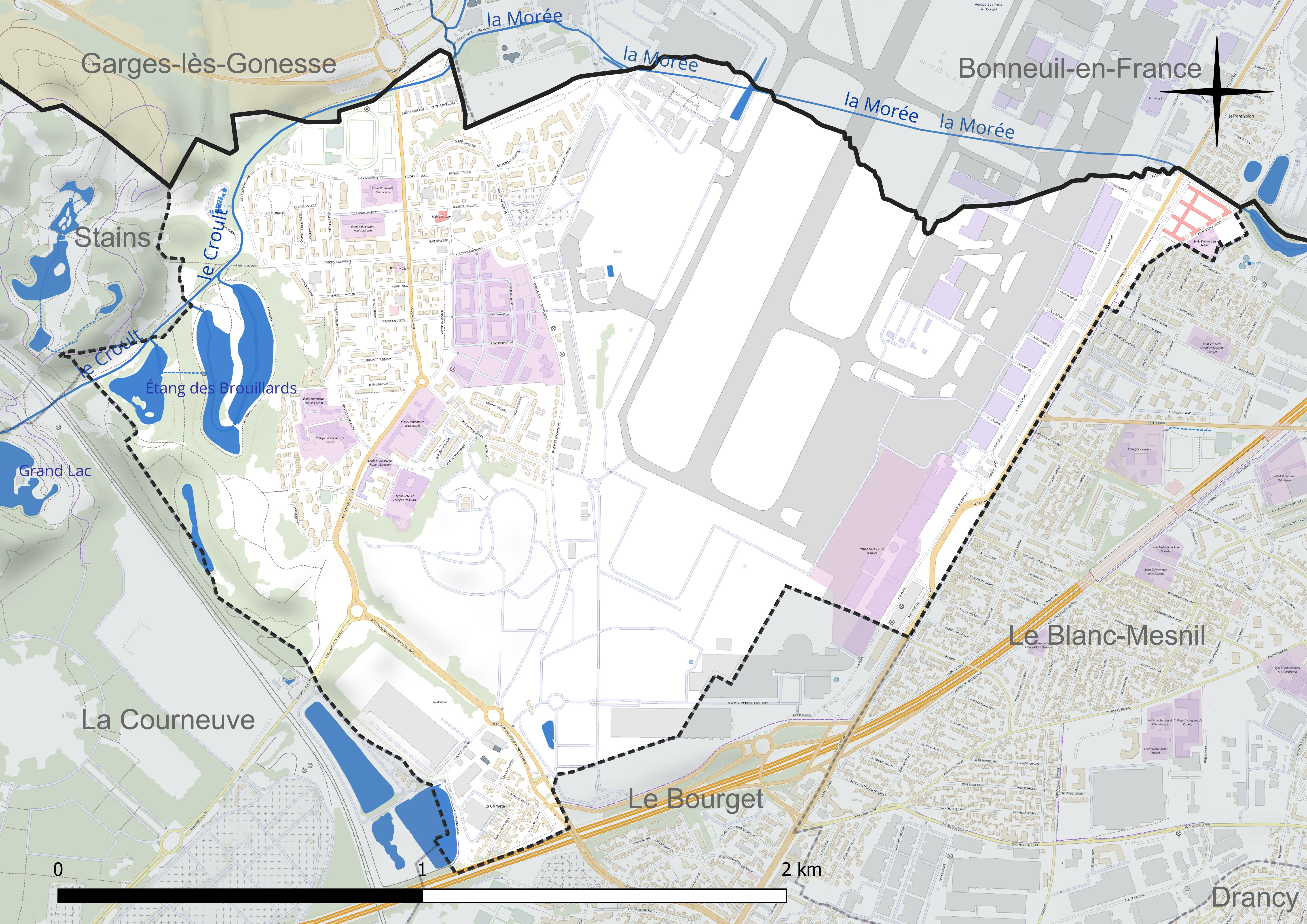
Carte hydrographique de la commune.

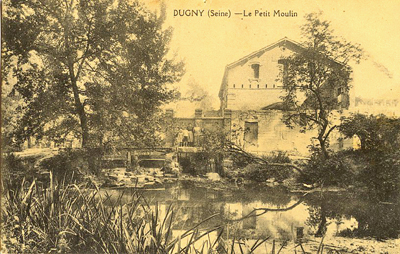
Le Petit Moulin de Dugny au début du XXe siècle.

Dugny est baignée par de nombreux petits cours d'eau qui ont été pour la quasi-totalité busés et enterrés au cours du XXe siècle. Les plus importants sont le Croult, qui prend sa source à Goussainville, traverse Dugny sur une étendue de 1 580 mètres et se jette dans la Seine, à Saint-Denis et la Morée, qui prend sa source au Tremblay-en-France et se jette dans le Croult à Dugny. Sa longueur dans la traverse de Dugny est de 2 600 mètres. Le Croult est encore visible à Dugny dans le parc Georges-Valbon,,. La Morée forme la limite entre Dugny et Bonneuil-en-France et est aujourd'hui busée. On peut également citer la Vieille Mer, petite rivière alimentée par les eaux du Croult, qui prend naissance à Dugny. Elle traverse le département de la Seine-Saint-Denis sur un tronçon de 7 km avant de se jeter dans la Seine. Cette rivière est, sans doute, la troisième en importance en Seine-Saint-Denis après la Seine et la Marne. Le cours d'eau a été canalisé et busé entièrement entre 1954 et 1964.
D'autres cours d'eau plus modestes traversaient la ville mais ont disparu et ont été transformés en conduit d'assainissement, comme la Molette, qui prend naissance à Rosny-sous-Bois, et reçoit les égouts de cette commune et de différentes routes nationales comme ceux de la route nationale 3 et de la route nationale 2. Ce ruisseau formait la limite entre les communes de la Courneuve et de Dugny et se jetait dans le Rouillon, cours d’eau fait de main d’homme, aujourd'hui disparu, était alimenté par une prise d’eau dans le Croult, dite le « trou provendier ».

### Climat
Pour des articles plus généraux, voir Climat de l'Île-de-France et Climat de la Seine-Saint-Denis.
En 2010, le climat de la commune est de type climat océanique dégradé des plaines du Centre et du Nord, selon une étude du CNRS s'appuyant sur une série de données couvrant la période 1971-2000. En 2020, Météo-France publie une typologie des climats de la France métropolitaine dans laquelle la commune est exposée à un climat océanique altéré et est dans la région climatique Sud-ouest du bassin Parisien, caractérisée par une faible pluviométrie, notamment au printemps (120 à 150 mm) et un hiver froid (3,5 °C).
Pour la période 1971-2000, la température annuelle moyenne est de 12 °C, avec une amplitude thermique annuelle de 15,2 °C. Le cumul annuel moyen de précipitations est de 657 mm, avec 10,4 jours de précipitations en janvier et 7,6 jours en juillet. Pour la période 1991-2020, la température moyenne annuelle observée sur la station météorologique la plus proche, située sur la commune de Bonneuil-en-France à 2 km à vol d'oiseau, est de 12,1 °C et le cumul annuel moyen de précipitations est de 616,3 mm,. Pour l'avenir, les paramètres climatiques de la commune estimés pour 2050 selon différents scénarios d'émission de gaz à effet de serre sont consultables sur un site dédié publié par Météo-France en novembre 2022.
| Mois                                  | jan.             | fév.             | mars            | avril           | mai             | juin           | jui.           | août           | sep.           | oct.            | nov.            | déc.             | année      |
| ------------------------------------- | ---------------- | ---------------- | --------------- | --------------- | --------------- | -------------- | -------------- | -------------- | -------------- | --------------- | --------------- | ---------------- | ---------- |
| Température minimale moyenne (°C)     | 2,3              | 2,1              | 4,2             | 6,3             | 9,8             | 13             | 14,9           | 14,6           | 11,5           | 8,8             | 5,2             | 2,8              | 8          |
| Température moyenne (°C)              | 4,9              | 5,4              | 8,4             | 11,2            | 14,7            | 18             | 20,2           | 20             | 16,5           | 12,7            | 8,1             | 5,4              | 12,1       |
| Température maximale moyenne (°C)     | 7,5              | 8,7              | 12,6            | 16,1            | 19,6            | 23             | 25,5           | 25,4           | 21,5           | 16,5            | 11,1            | 7,9              | 16,3       |
| Record de froid (°C) date du record   | −18,2 17.01.1985 | −16,8 14.02.1956 | −9,6 07.03.1971 | −3,7 01.04.1931 | −1,6 06.05.1957 | 0,9 13.06.1935 | 3,5 09.07.1929 | 1,9 01.08.1923 | 0,1 24.09.1931 | −5,6 30.10.1985 | −9,5 28.11.1921 | −15,1 16.12.1925 | −18,2 1985 |
| Record de chaleur (°C) date du record | 16,1 27.01.03    | 20,8 28.02.1960  | 25,5 31.03.21   | 31,9 18.04.1949 | 35 24.05.1922   | 36,9 27.06.11  | 42,1 25.07.19  | 40,2 12.08.03  | 35,3 09.09.23  | 29,4 04.10.1921 | 21,3 08.11.15   | 17,2 16.12.1989  | 42,1 2019  |
| Ensoleillement (h)                    | 574              | 737              | 1 293           | 171             | 1 894           | 203            | 2 132          | 2 064          | 1 616          | 1 113           | 637             | 543              | 16 342     |
| Précipitations (mm)                   | 46,8             | 41,1             | 43,9            | 43,1            | 60,5            | 53,8           | 56,3           | 52,5           | 44,6           | 56,7            | 53,6            | 63,4             | 616,3      |

### Milieux naturels et biodiversité

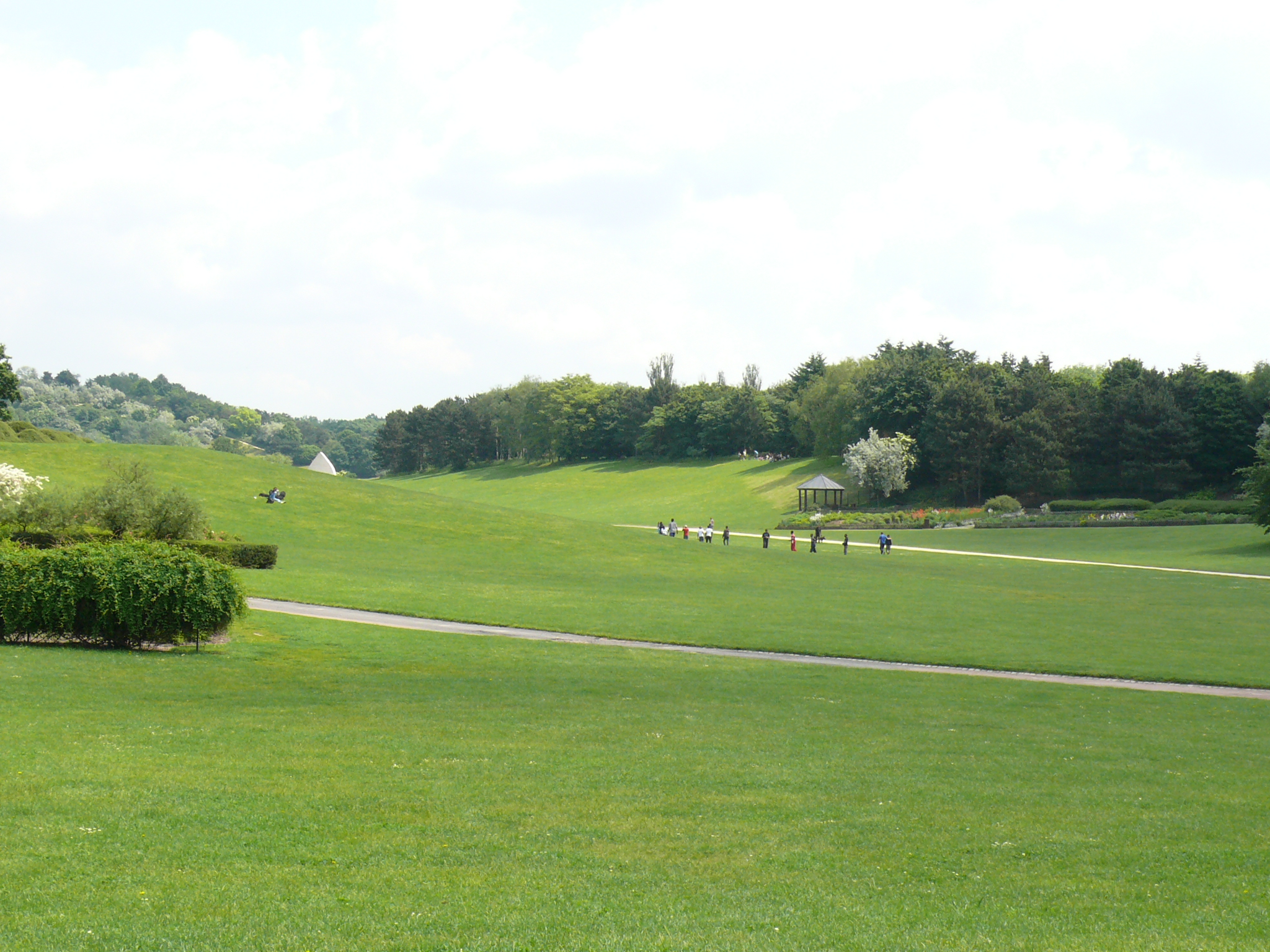
Parc Georges Valbon.

Une partie du territoire communal est occupée par le parc départemental Georges-Valbon. Le parc, anciennement appelé parc départemental de La Courneuve (avant 2010), est un site du réseau Natura 2000. Il a été officiellement rebaptisé parc Georges-Valbon le samedi 9 janvier 2010, en hommage au premier président du conseil général de Seine-Saint-Denis. Il est le plus grand parc d'Île-de-France avec une superficie de 415 hectares. La partie dugnysienne du parc est composée de l'aire des Vents et du bassin du Brouillard.
Dugny dispose également d'autres espaces verts, les jardins de la Morée au nord de la commune et le square Jean Jaurès à proximité de l'aire des Vents.

## Urbanisme

### Typologie
Au 1er janvier 2024, Dugny est catégorisée grand centre urbain, selon la nouvelle grille communale de densité à sept niveaux définie par l'Insee en 2022.
Elle appartient à l'unité urbaine de Paris, une agglomération inter-départementale regroupant 407  communes, dont elle est une commune de la banlieue,,.
Par ailleurs la commune fait partie de l'aire d'attraction de Paris, dont elle est une commune du pôle principal,. Cette aire regroupe 1 929 communes,.

### Morphologie urbaine
| Type d’occupation           | Pourcentage | Superficie (en hectares) |
| --------------------------- | ----------- | ------------------------ |
| Espace urbain construit     | 60,3 %      | 233,44                   |
| Espace urbain non construit | 21,2 %      | 81,85                    |
| Espace rural                | 18,5 %      | 71,64                    |
| Source : Iaurif             |             |                          |

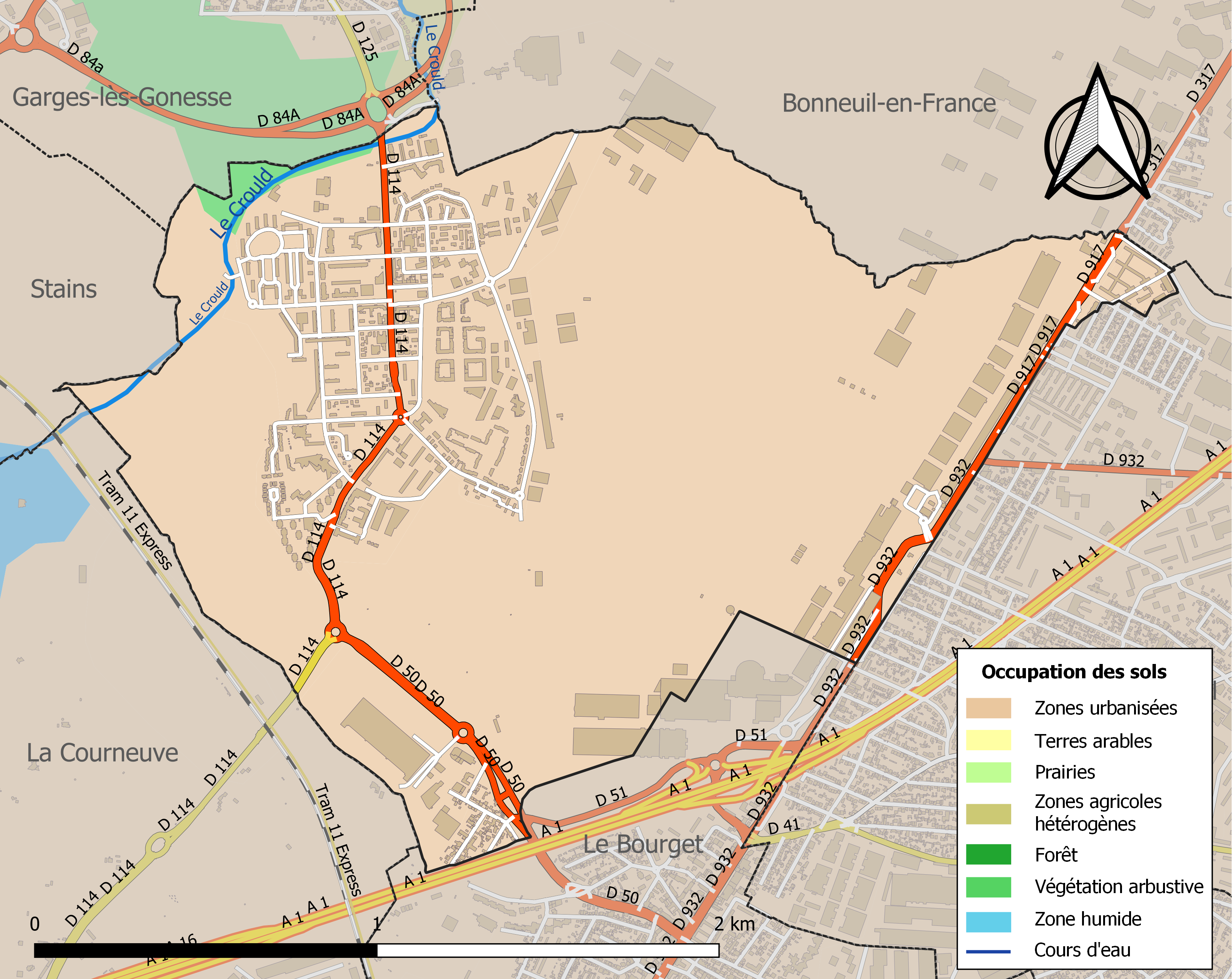
Carte des infrastructures et de l'occupation des sols de la commune en 2018 (CLC).

En 2008, Dugny a une surface totale de 386,93 hectares. Ses 383,93 ha sont répartis pour l'habitat individuel et l'habitat collectif, qui couvrent respectivement 15,09 ha et 29,80 ha. Ils sont également couvert par les voies de transports (rues, voies ferrées...) avec 112,88 ha, et par les entreprises (incluant bureaux, commerces...) avec 39,89 ha. Les espaces verts couvrent 75,74 ha de la commune soit près de 19,6 % de son territoire. Les équipements sportifs ouverts couvrent eux 6,27 ha et quant aux autres équipements (de loisir et culturel, de santé, d'enseignement...) ils occupent 16,70 ha de la ville.

### Quartiers

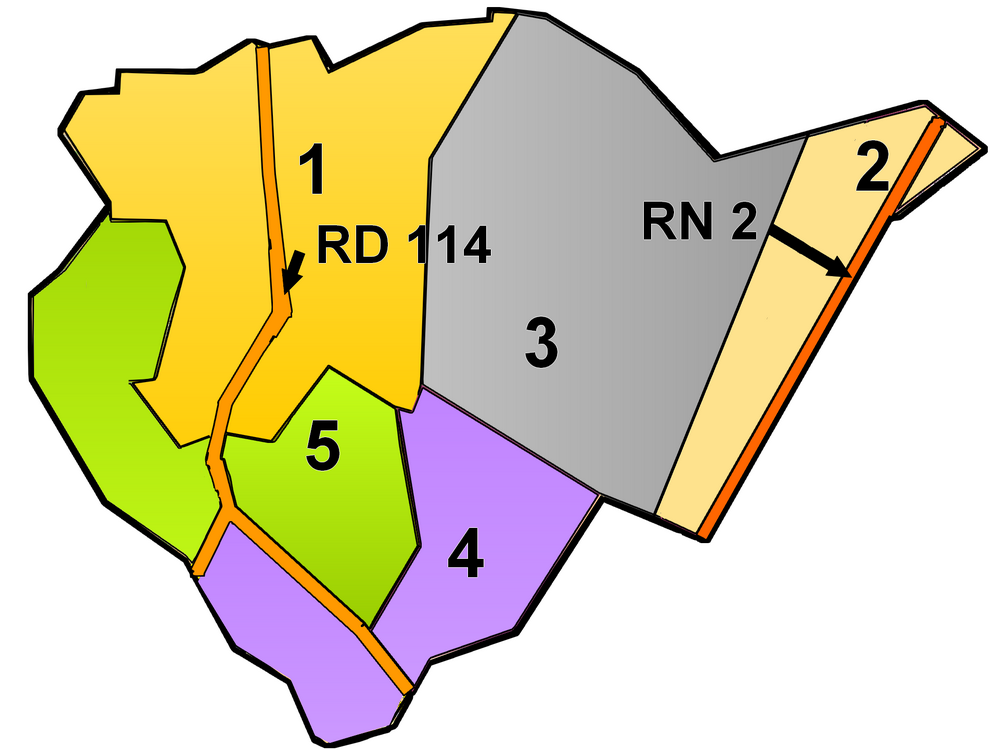
Plan de Dugny :
1. Quartier du centre-ville
2. Quartier du Pont-Yblon
3. Partie sud de l'Aéroport du Bourget
4. Parc d'activités
5. Partie est du Parc Georges-Valbon

Dugny est divisée en deux quartiers d'habitation. Le quartier principal qui s'étend le long de la route départementale 114 et le quartier du Pont-Yblon qui longe la route nationale 2. Les deux quartiers sont séparés par l'Aéroport du Bourget.

#### Le Village des médias
Depuis 2007, le projet d'aménagement de la zone dite des « chapeaux chinois » est en cours d'aménagement. D'une surface de 10,35 ha et située à l'entrée de la ville, la zone accueille depuis 2017 la nouvelle gare de Dugny - La Courneuve. Le projet prévoyait alors la construction d'un peu plus de 300 logements dont 20 % de logements sociaux, des commerces, un nouveau groupe scolaire et un lieu de prière de religion musulmane. En 2010, le secrétaire d'État à la région capitale Christian Blanc voit la zone comme des projets phares du Grand Paris dont la maîtrise d’œuvre devait alors être assurée par la Communauté d'agglomération de l'aéroport du Bourget.
Toutefois, l'attribution en 2017 à la France de l'organisation des JOP 2024 fait réviser le projet : le village des médias prend place sur six hectares de l'Aire des vents alors que la zone industrielle cède en partie la place à une fonction résidentielle,. Pour assurer la continuité des déplacements entre le village des médias et le site des compétitions d'escalade au Bourget, il est installé en 2023 une passerelle piétons et vélos de 125 mètres au-dessus de l'autoroute A1,,. Le siège et le site industriel de l'entreprise de recyclage Chimirec sont relocalisés sur une partie des terrains de l'ancienne usine PSA d'Aulnay-sous-Bois, pour permettre la réalisation du Village des médias. À l'été 2025, la commercialisation des 900 logements de la première phase est achevée

### Habitat et logement
En 2021, le nombre total de logements dans la commune était de 4 369, alors qu'il était de 4 320 en 2016 et de 4 150 en 2011.
Parmi ces logements, 94,1 % étaient des résidences principales, 0,3 % des résidences secondaires et 5,6 % des logements vacants. Ces logements étaient pour 7,8 % d'entre eux des maisons individuelles et pour 90,5 % des appartements.
Le tableau ci-dessous présente la typologie des logements à Dugny en 2021 en comparaison avec celle de la Seine-Saint-Denis et de la France entière. Une caractéristique marquante du parc de logements est ainsi la faible proportion des résidences secondaires et logements occasionnels (0,3 %) par rapport au département (1,3 %) et à la France entière (9,7 %).
| Typologie                                               | Dugny | Seine-Saint-Denis | France entière |
| ------------------------------------------------------- | ----- | ----------------- | -------------- |
| Résidences principales (en %)                           | 94,1  | 92,6              | 82,2           |
| Résidences secondaires et logements occasionnels (en %) | 0,3   | 1,3               | 9,7            |
| Logements vacants (en %)                                | 5,6   | 6,1               | 8,1            |

### Voies de communication et transports

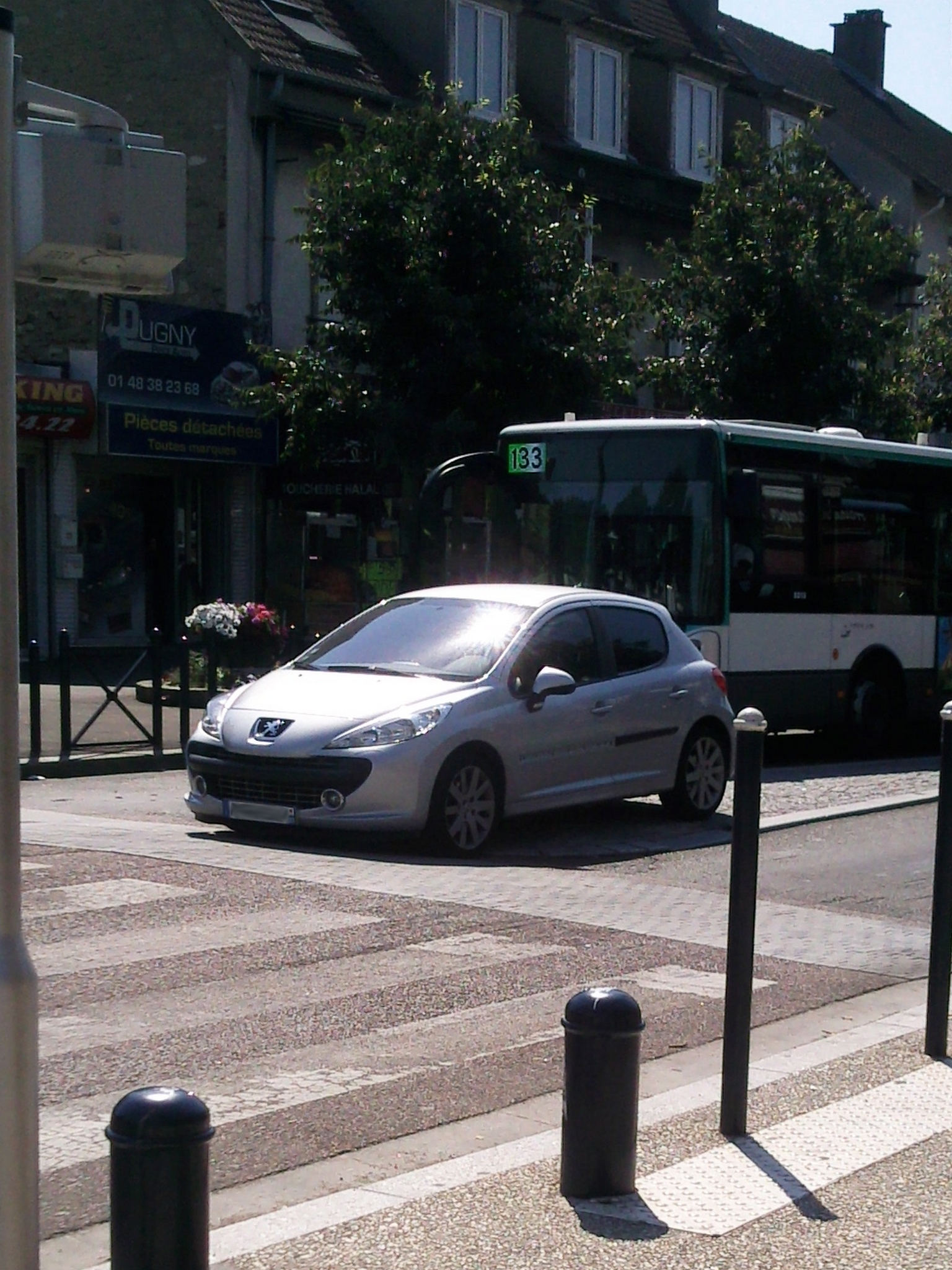
La RD114 et le bus 133.

La ville est principalement accessible par la RD 114 puis par la RD 50 qui se raccorde à celle-ci et va en direction du Bourget. Dugny est frontalière à la RN 2 et à la RN 17 au quartier du Pont-Yblon,.
Elle est également située à proximité de l'A1, l'Autoroute du Nord, qui est l’autoroute française la plus fréquentée
Les rues du centre-ville viennent presque toutes se raccorder à la RD 114 et se terminent souvent en impasse.
La ville est desservie par la ligne de tramway T11 à la gare de Dugny - La Courneuve et par les réseaux de bus RATP et Terres d'Envol.

#### Les projets de transports
Un hypothétique prolongement de la ligne 7 du métro de Paris est possible au nord, jusqu'au Musée de l'Air et de l'Espace au Bourget et bénéficierait aux Dugnysiens puisqu'une station serait prévue à la Gare du Bourget, accessible en bus ou avec le T11.
De plus, la ligne 17 prévue pour fin 2026 comprendra deux arrêts au Bourget, une située à l'aéroport du Bourget (à proximité du quartier du Pont-Yblon) et l'autre à la gare du Bourget (desservie également par la ligne 16).

#### Transports aériens

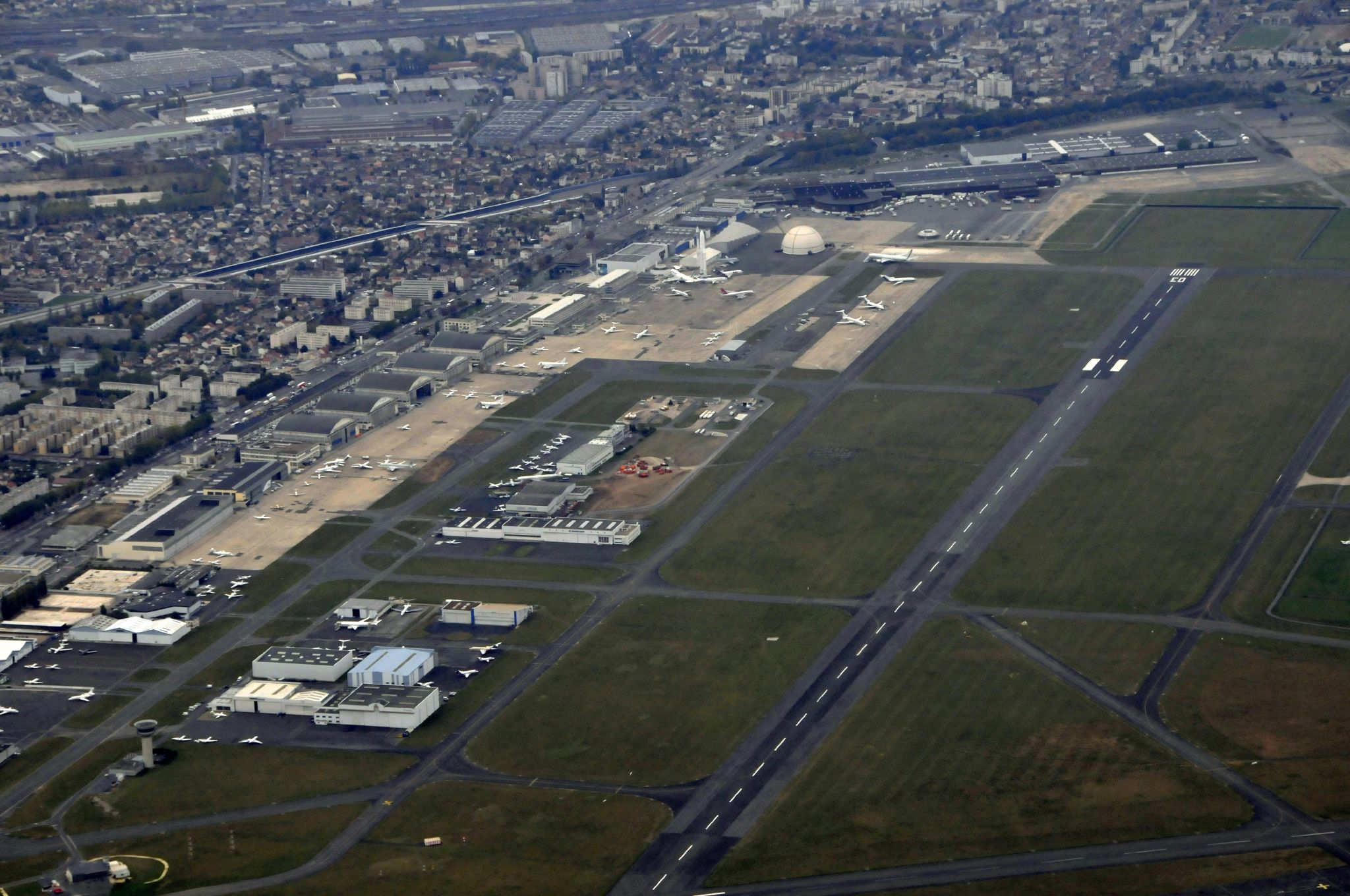
Le tarmac de l'Aéroport de Paris-Le Bourget.

L'aéroport de Paris-Le Bourget est situé sur le territoire de la commune. Il est géré par Aéroports de Paris. L'aéroport est ouvert au trafic national et international commercial non régulier, aux avions privés, à l'aviation générale, aux IFR et aux VFR avec certaines restrictions. Il est le premier aéroport d'aviation d'affaires en Europe.
Situé à treize kilomètres au nord-est de Paris, il occupe une superficie de 550 hectares, répartis sur quatre communes et deux départements : la Seine-Saint-Denis (Le Bourget et Dugny) et le Val-d'Oise (Bonneuil-en-France et Gonesse).

## Toponymie
Dugny viendrait du gallo-romain Duniacum qui signifie domaine de Dunius, son propriétaire. Plus tard, le site est surnommé Dugny-en-France, du fait de la plaine de France dans laquelle elle se situe.

## Histoire

### Les origines de Dugny
Une fouille de sauvetage effectuée en 1998 a permis de mettre au jour deux enclos circulaires et sont datables de l'holocène et plus spécifiquement de la Protohistoire (à l'âge du bronze ou à l'âge du fer). On pense qu'ils délimitaient des tertres et même si aucune inhumation ou incinération de l'époque n'a été découverte, la fonction funéraire du lieu semble certaine. Quatre sépultures datées de l'époque mérovingienne ont néanmoins été retrouvées sur ce même lieu, de même que des bijoux qui sont datables de la fin du VIIe siècle ou du début du VIIIe siècle,. À cette même époque, le territoire de Dugny est situé sur un plateau entouré de marais, au carrefour de sept rivières.
La première apparition de Dugny dans les documents paraît dater de 832.

### Moyen Âge
En 1119, Dugny appartient au prieuré de Saint-Martin-des-Champs puis aux Montmorency avant d'être cédée à l'Abbaye de Saint-Denis en 1216.
En 1443, Henri VI, roi d'Angleterre, confisque la terre de Dugny à Jacques de Luiller resté fidèle à Charles VII, pour la donner à un Français qui avait embrassé son parti.

### Temps modernes

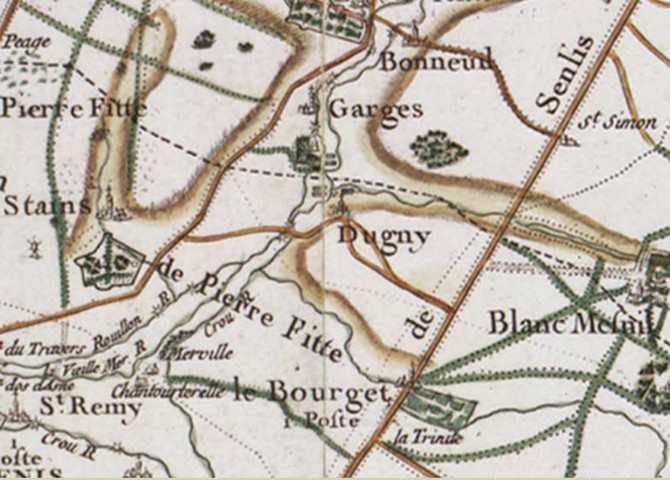
Carte de Cassini du Bourget et ses environs vers 1780.

Au XVIe siècle, des aménagements ont lieu sur le Croult et l'on voit au XVIIe siècle, la création de trois moulins. Ces derniers ne survivront pas à l'avènement des minoteries industrielles.
Au XVIIe siècle, Dugny dépend du département de Gonesse qui fournit le blé et le pain pour la population parisienne. Le village compte alors 200 habitants. À cette même époque, le hameau du Bourget, qui n'est alors constitué que d'une seule rue, est rattaché à Dugny, ainsi que le hameau du Pont-Yblon qui ne constitue lui qu'un groupement de maisons.

### Révolution française et Empire
En 1789, c'est la fin de l'Ancien Régime, les privilèges sont abolis par la Révolution. Cette même année, Dugny organise des élections, c'est Pierre Trossu qui est élu. En 1790, Le Bourget, qui dépendait à ce moment-là de Dugny, se sépare de sa tutelle pour devenir une commune autonome.
En 1814 et 1815, lors de la Restauration, Dugny est occupé par les armées alliées (russe, prussienne et autrichienne) qui y font des dégâts. Les jours paisibles reviennent peu à peu à Dugny, la commune devient un lieu de villégiature et de plaisance pour les Parisiens. Dès 1858, le village est plutôt bien desservi grâce au chemin de fer et à la gare du Bourget. Dugny passe de 328 habitants en 1806 à 611 en 1866.

### Époque contemporaine

#### La guerre de 1870
La guerre franco-allemande de 1870 vient changer les choses et plus particulièrement le Siège de Paris (1870), le territoire de Dugny est alors occupé par les Prussiens et subit des tirs de l'artillerie française implantée au Bourget,. De même, lors de la première bataille du Bourget mais surtout lors de la deuxième bataille du Bourget, qui ont respectivement lieu du 28 au 30 octobre 1870 et le 21 décembre 1870, les affrontements provoquent d'importants dégâts sur la commune. Sous le feu des canons, l'église est détruite et le village ravagé,.

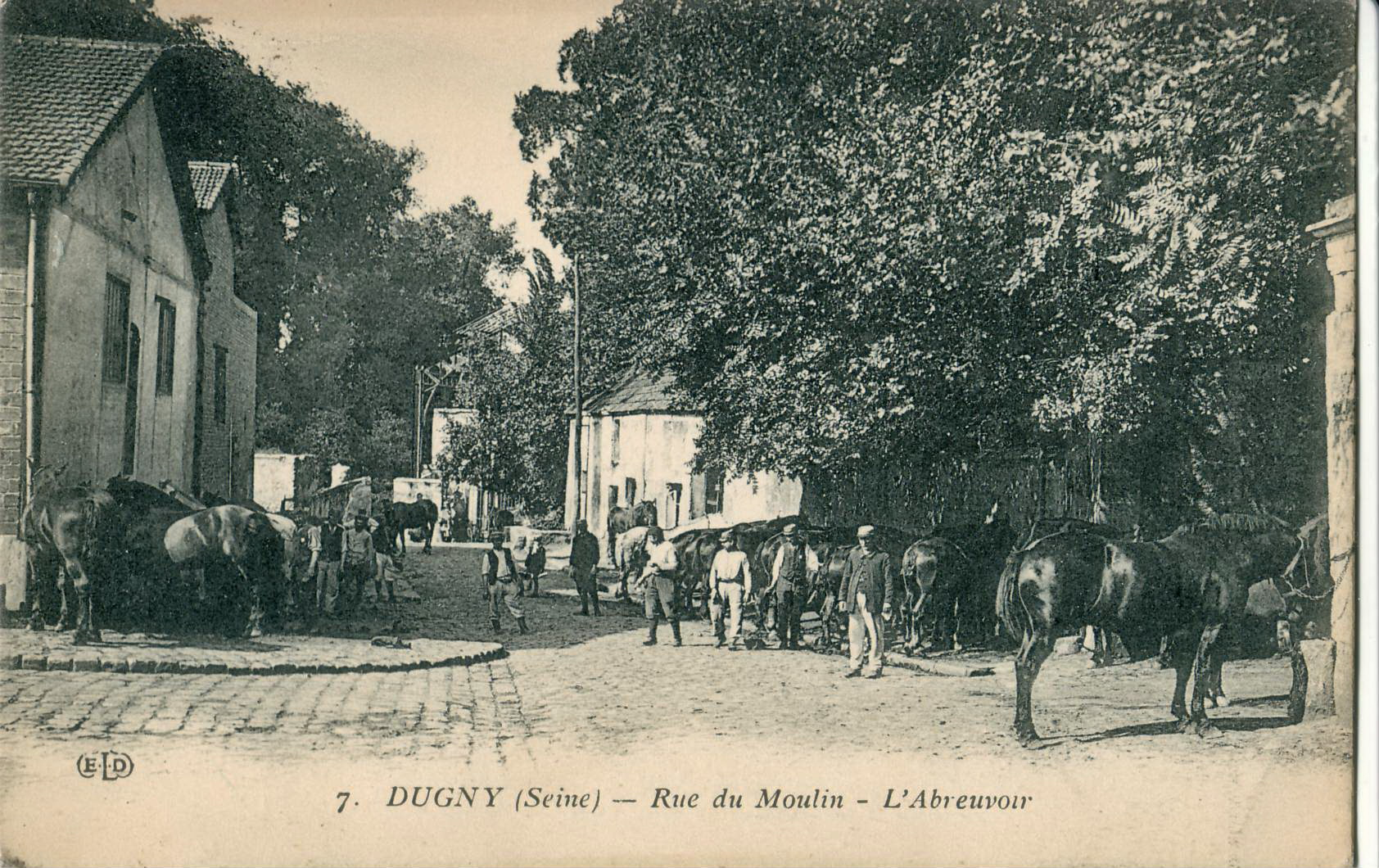
Dugny au début XXe siècle.

À la Belle Époque, la commune se reconstruit peu à peu et le XXe siècle va marquer un tournant dans l'histoire du village. Au début du siècle, Dugny, qui est encore un village de campagne, se transforme peu à peu en une petite ville de la banlieue parisienne.

#### 1914-1945: l'influence de l'aéroport

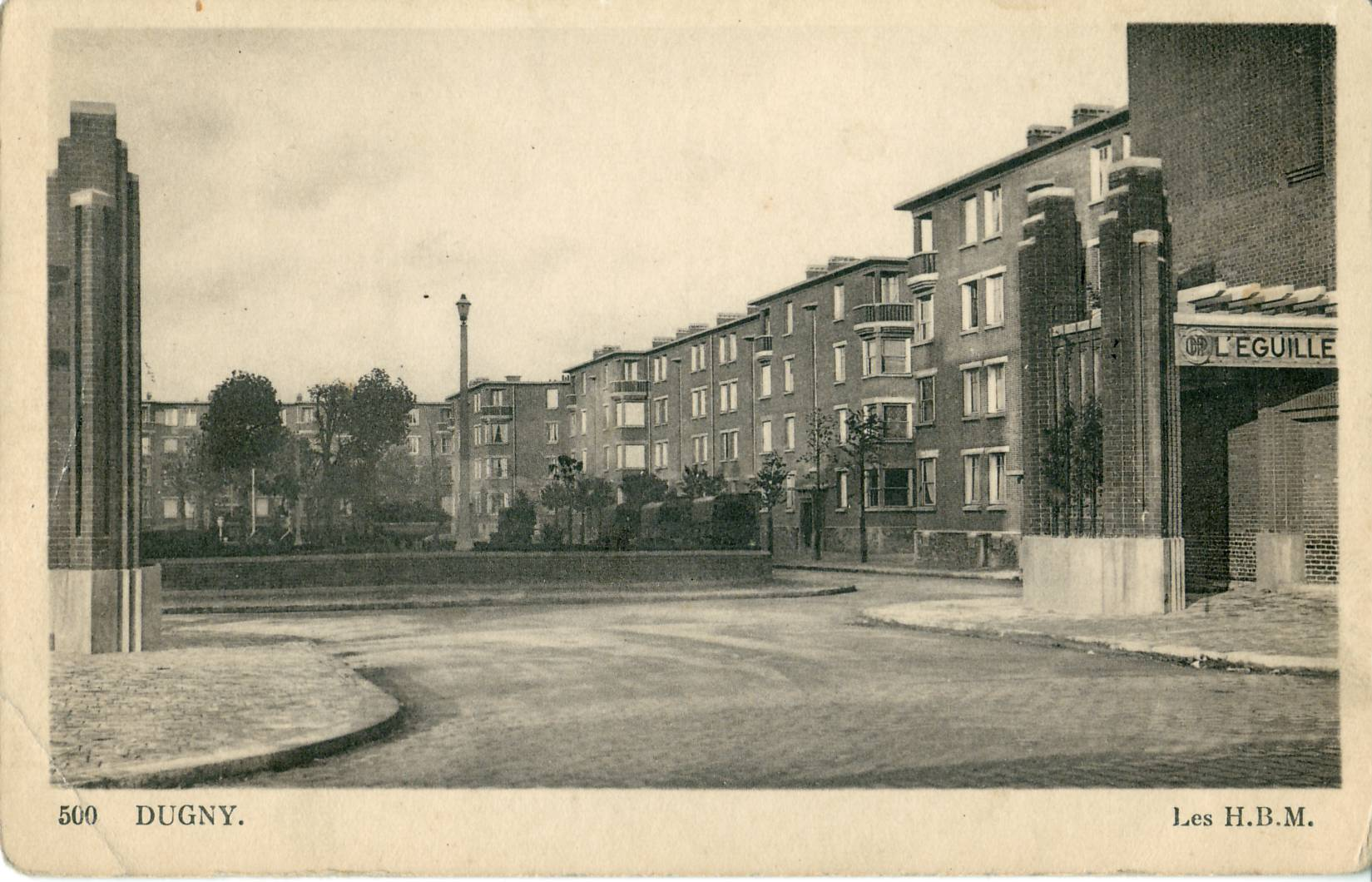
La cité de l'Eguillez construite en 1932.

Au XXe siècle, l'histoire de Dugny, comme celle du Bourget, est liée à celle de l'aérodrome puis aéroport du Bourget. Même s'il est, à l'époque, principalement situé sur la commune de Dugny, l'aéroport a pris le nom du Bourget, lieu où se trouvait la gare de chemin de fer,,.
Les évènements se déroulant sur l'aéroport sont donc associés le plus souvent à la ville du Bourget. Il en va ainsi pour l'arrivée de Charles Lindbergh à l'aéroport du Bourget et qui réalise ainsi la première traversée aérienne de l'Atlantique Nord entre New York et Paris le 21 mai 1927, ou encore pour le retour d'Édouard Daladier en France, le 29 septembre 1938 après la signature des accords de Munich, où une foule énorme vient le saluer à l'aéroport du Bourget.
Parallèlement, le département achète les terres labourables pour y construire des logements HBM. Avec cela la population change, elle se militarise notamment de par la présence de l'aéroport du Bourget sur le territoire communal et elle devient de plus en plus ouvrière de par les nombreux sites industriels qui ouvrent au nord de Paris.
En 1932, la cité-jardin de l'Eguillez est édifiée par les architectes Georges Albenque et Eugène Gonnot pour l'Office public d'HBM de la Seine. En 1933, la cité du Pont-Yblon est bâtie par l'architecte Germain Dorel, composée de 334 logements. Cet ensemble HBM, isolé du centre de Dugny par l'aérodrome, accueillant exclusivement des militaires à partir de 1934, intègre alors un dispensaire et un groupe scolaire,. L'architecte Félix Dumail s'est aussi impliqué dans les travaux.
Au cours de la Seconde Guerre mondiale, les Allemands prennent possession de l’aéroport et l’agrandissent considérablement. Le 16 août 1943, les forces américaines et anglaises bombardent les pistes mais la base aérienne reste occupée jusqu’à sa libération,. Ce bombardement du 16 août 1943, appelé opération Starkey, destiné à détruire l'aéroport, rase la commune à 95 ou 98 %,, notamment l'hôtel de ville qui sera reconstruit en 1952.

#### De la libération à nos jours

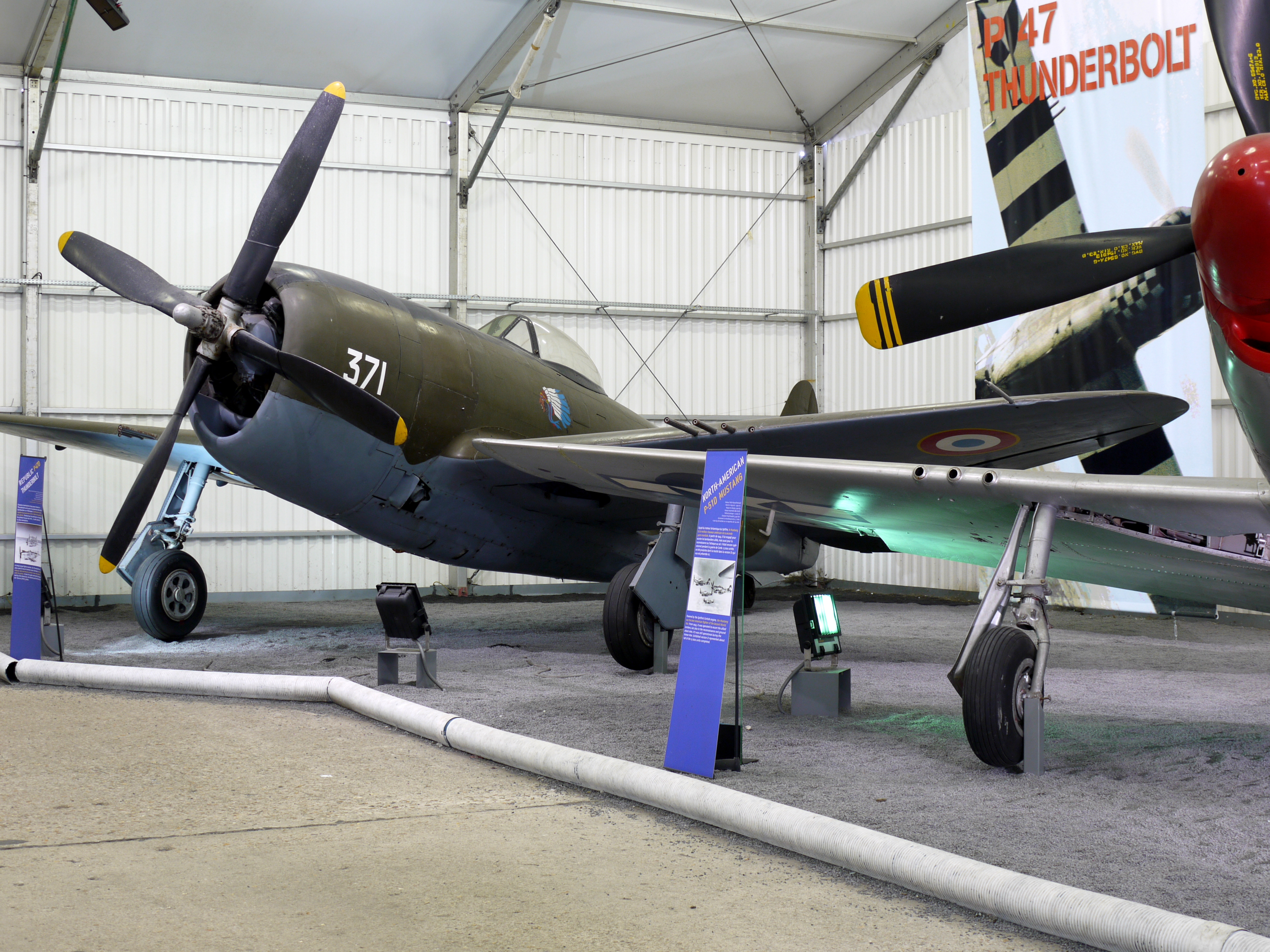
Un P-47 Thunderbolt de 1941, avion de chasse américain, au musée de l'air et de l'espace.

Pour avoir subi pas moins de quinze bombardements, la ville de Dugny est alors décorée de la croix de guerre avec palmes le 11 novembre 1948,. De même, l'aéroport du Bourget, sérieusement endommagé pendant la Seconde Guerre mondiale est reconstruit à l'identique, et sert d'aéroport civil de Paris jusque dans les années 1970. La création du nouvel aéroport de Roissy libère de la place au Bourget et le regroupement des collections dispersées dans une partie du hall de l'aéroport est étudié. C'est à partir de 1973 que le musée de l'air et de l'espace déménage progressivement de Chalais-Meudon à l'aéroport du Bourget. Le premier hall, le hall B, est inauguré en 1975 peu avant le salon du Bourget.
Parallèlement, la ville de Dugny, qui a été en grande partie détruite, se reconstruit peu à peu. Finalement, seul le quartier du Pont-Yblon avait été en quelque sorte préservé. En plus de sa reconstruction, la ville doit aussi faire face à un développement démographique qui est la conséquence d'une demande de construction très rapide de logements entre les années 1950 et les années 1970, en partie pour loger les rapatriés d'Algérie mais aussi la population issue du grand bidonville de Saint-Denis-La Courneuve qui a été démantelé. Ces années voient aussi l’arrivée de nouvelles populations immigrées.

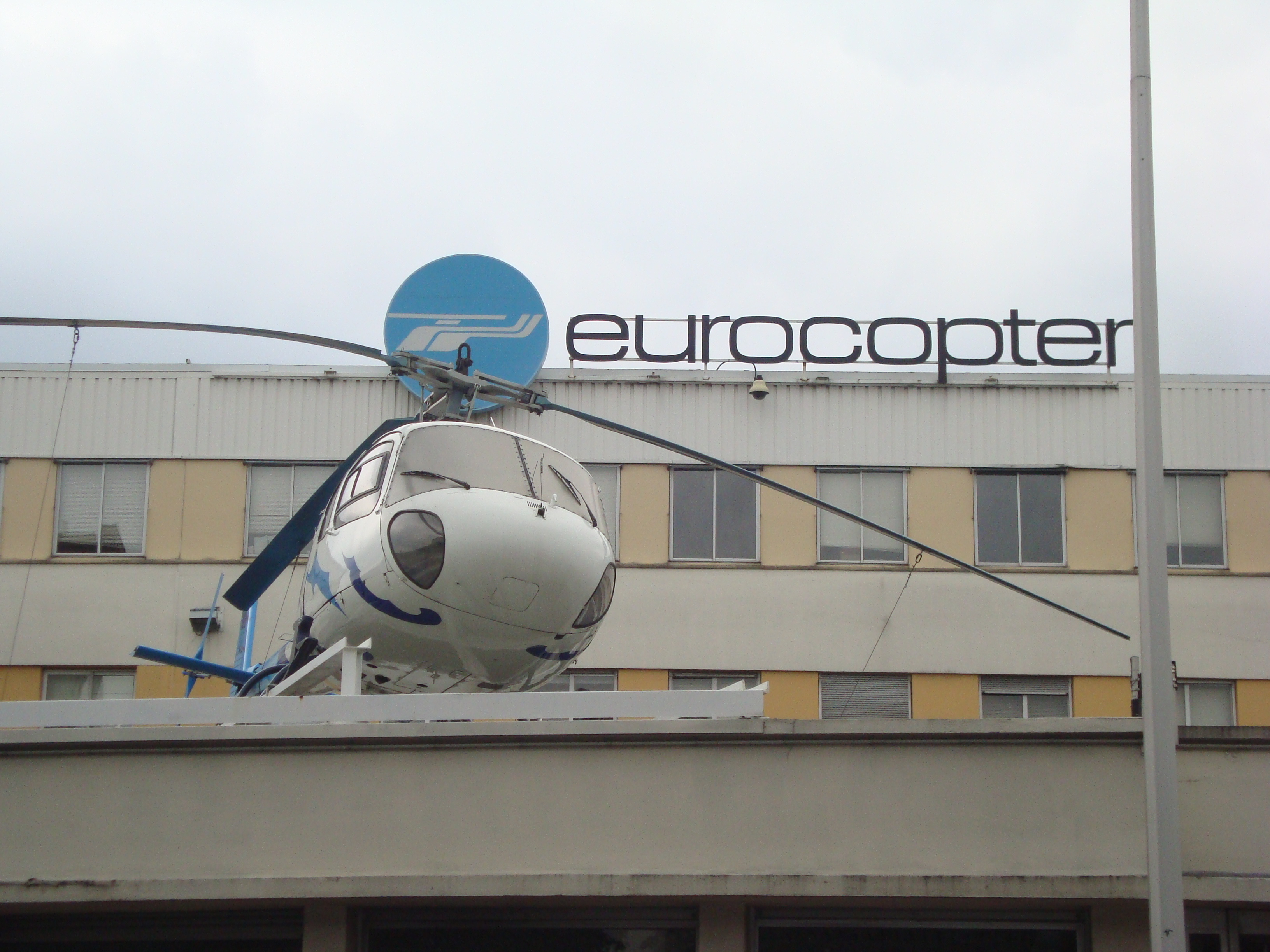
Le site Eurocopter de La Courneuve.

En 1973, c'est la fin des Trente Glorieuses, il marque aussi pour Dugny et de manière plus générale pour la banlieue nord de Paris, le début des difficultés économiques. La crise du pétrole, la désindustrialisation de la région parisienne et, à une échelle plus locale, la cessation des activités de l'aéroport du Bourget provoquent un taux de chômage explosif.
En novembre 2005, comme de nombreuses communes de l'agglomération parisienne et celles des grandes villes de province, des faits de délinquance touchent la ville mais restent plus modérés que dans d'autres communes du département, même voisines, telle Le Blanc-Mesnil. Il n'y a pas eu de violences accrues à Dugny comme le montre la chronologie des émeutes de 2005 en France. Néanmoins, cet épisode relayé par les médias de nombreux pays montre alors l'état de ghettoïsation ethnique et sociale de nombreux secteurs de banlieue et l'incapacité du pouvoir politique à faire face à l'échec de l'intégration d'une importante population immigrée.
La base aérienne 104 implantée à Dugny depuis la Première Guerre mondiale en bordure des pistes de l'aéroport du Bourget, et qui accueillait depuis 1953, l'Établissement d'Aéronautique Navale de Dugny-Le Bourget, ferme définitivement le 30 juin 2011. Ses installations accueillent depuis Airbus Helicopters, qui inaugure officiellement le site le 1er décembre 2017, qui y relocalise son usine de La Courneuve,.

## Politique et administration

### Rattachements administratifs
Antérieurement à la loi du 10 juillet 1964, la commune faisait partie du département de la Seine. La réorganisation de la région parisienne en 1964 fit que la commune appartient désormais au département de la Seine-Saint-Denis.
Dugny a fait partie de l'arrondissement de Bobigny de la Seine-Saint-Denis de 1968 à 2016. La commune est rattachée à l'arrondissement du Raincy depuis le 1er janvier 2017, comme l'ensemble des communes de l'EPT Paris Terres d'Envol.
Elle faisait partie de 1801 à 1893 du canton de Saint-Denis, année où elle est rattachée au canton d'Aubervilliers de la Seine. Lors de la mise en place de la Seine-Saint-Denis, la ville intègre le canton du Bourget. Dans le cadre du redécoupage cantonal de 2014 en France, cette circonscription administrative territoriale a disparu, et le canton n'est plus qu'une circonscription électorale.

### Rattachements électoraux
Pour les élections départementales, la commune est membre depuis 2014 du canton de La Courneuve
Pour l'élection des députés, elle fait partie de la quatrième circonscription de la Seine-Saint-Denis.

### Intercommunalité

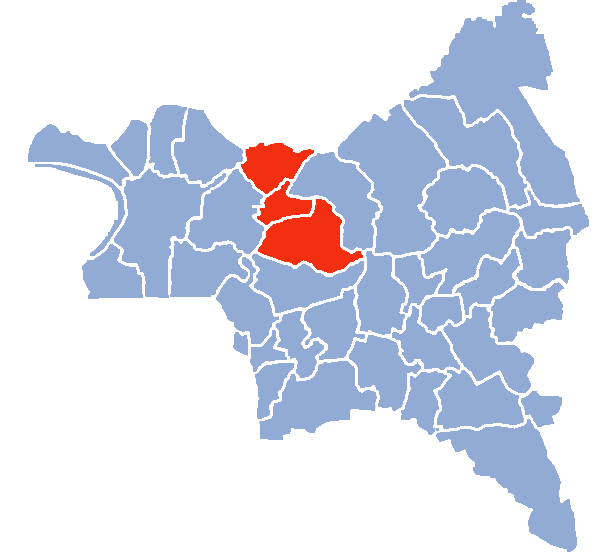
Carte de la Seine-Saint-Denis. En rouge : l'ex-communauté d'agglomération de l'aéroport du Bourget

Les villes de Drancy et du Bourget ont créé, fin 2006, une communauté de communes qui porte le nom de communauté de communes Drancy-Le Bourget, et dont le premier conseil communautaire a eu lieu le 21 décembre 2006. Le 1er janvier 2009, Dugny rejoint la communauté, qui prend le nom de communauté de communes de l'aéroport du Bourget,.
À compter du 1er janvier 2010, cette communauté de communes se transforme en communauté d'agglomération.
Dans le cadre de la mise en place de la métropole du Grand Paris, la loi portant nouvelle organisation territoriale de la République du 7 août 2015 (Loi NOTRe) prévoit la création d'établissements publics territoriaux (EPT), qui regroupent l'ensemble des communes de la métropole à l'exception de Paris, et assurent des fonctions de proximité en matière de politique de la ville, d'équipements culturels, socioculturels, socio-éducatifs et sportifs, d'eau et assainissement, de gestion des déchets ménagers et d'action sociale.
La création des EPT s'accompagne de la suppression des EPCI à fiscalité propre situés dans leur périmètre, et qui exercent désormais les compétences que les communes avaient transférées aux intercommunalités supprimées.
La commune est donc désormais membre de l'Établissement public territorial Paris Terres d'Envol, créé par un décret du 11 décembre 2016 et qui regroupe :
- Les trois communes antérieurement membres de l'ex-communauté d'agglomération de l'aéroport du Bourget ;
- Les trois communes antérieurement membres de l'ex-communauté d'agglomération Terres de France ;
- Les deux communes qui n'étaient jusqu'alors membre d'aucune intercommunalité à fiscalité propre du Blanc-Mesnil et d'Aulnay-sous-Bois, qui, avec 82 634 habitants, est la plus peuplée de ce nouvel établissement.

### Tendances politiques et résultats

#### Élections législatives
Résultats des seconds tours :
- Élections législatives de 2002 : 55,69 % pour André Veyssière (UMP), 44,31 % pour Marie-George Buffet (PCF). Le taux de participation était de 57,01 %.
- Élections législatives de 2007 : 55,54 % pour Marie-George Buffet (PCF), pour Thierry Meignen (UMP). Le taux de participation était de 47,20 %.
- Élections législatives de 2012 : 100,00 % pour Marie-George Buffet (PCF). Le taux de participation était de 30,40 %.
- Élections législatives de 2017 : 60,11 % pour Marie-George Buffet (PCF), 39,89 % pour Prisca Thevenot (LREM). Le taux de participation était de 29,22 %.
- Élections législatives de 2022 : 100,00 % pour Soumya Bourouaha (PCF). Le taux de participation était de 26,27 %.
- Élections législatives de 2024 : 74,44 % pour Soumya Bourouaha (PCF), 25,56 % pour Mohamed Awad (LFI). Le taux de participation était de 48,71 %.

#### Élections européennes
Résultats des deux meilleurs scores :
- Élections européennes de 1994 : 23,88 % pour Francis Wurtz (PCF), 20,02 % pour Dominique Baudis (UDF). Le taux de participation était de 46,94 %.
- Élections européennes de 1999 : 20,38 % pour Robert Hue (PCF), 16,07 % pour François Hollande (PS). Le taux de participation était de 36,39 %.
- Élections européennes de 2004 : 19,86 % pour Harlem Désir (PS), 15,56 % pour Francis Wurtz (PCF). Le taux de participation était de 34,09 %.
- Élections européennes de 2009 : 20,25 % pour Michel Barnier (UMP), 18,92 % pour Patrick Le Hyaric (PCF). Le taux de participation était de 26,52 %.
- Élections européennes de 2014 : 27,24 % pour Aymeric Chauprade (FN), 17,11 % pour Patrick Le Hyaric (PCF). Le taux de participation était de 25,14 %.
- Élections européennes de 2019 : 23,70 % pour Jordan Bardella (RN), 13,26 % pour Manon Aubry (LFI). Le taux de participation était de 33,06 %.
- Élections européennes de 2024 : 50,28 % pour Manon Aubry (LFI), 20,95 % pour Jordan Bardella (RN). Le taux de participation était de 35,79 %.

#### Élections régionales
Résultats des seconds tours :
- Élections régionales de 2004 : 52,37 % pour Jean-Paul Huchon (PS), 32,86 % pour Jean-François Copé (UMP), 14,77 % pour Marine Le Pen (FN). Le taux de participation était de 58,52 %.
- Élections régionales de 2010 : 67,31 % pour Jean-Paul Huchon (PS), 32,69 % pour Valérie Pécresse (UMP). Le taux de participation était de 34,13 %.
- Élections régionales de 2015 : 53,41 % pour Claude Bartolone (PS), 28,89 % pour Valérie Pécresse (LR), 17,70 % pour Wallerand de Saint-Just (FN). Le taux de participation était de 43,60 %.
- Élections régionales de 2021 : 45,49 % pour Julien Bayou (EÉLV), 36,79 % pour  Valérie Pécresse (LR), 13,48 % pour Jordan Bardella (RN), 4,25 % pour Laurent Saint-Martin (LREM). Le taux de participation était de 28,83 %.

#### Élections départementales
Résultats des seconds tours :
- Élections départementales de 2015 : 55,46 % pour Zaïnaba Saïd-Anzum et Stéphane Troussel (PS), 44,54 % pour Jacques Godard (UDI) et Séverine Levé (UMP). Le taux de participation était de 37,55 %.
- Élections départementales de 2021 : 68,33 % pour Zaïnaba Saïd-Anzum et Stéphane Troussel (PS), 31,67 % pour Aly Diouara et Mebrouka Hadjadj (DVG). Le taux de participation était de 28,61 %.

#### Élections cantonales
Résultats des seconds tours ou des deux meilleurs scores du premier tour si dépassement de 50 % :
- Élections cantonales de 1994 : 56,38 % pour André Veyssière (RPR), 43,62 % pour Jacques Gonzalez (PCF). Le taux de participation était de 65,04 %.
- Élections cantonales de 2001 : 60,43 % pour Jean-Christophe Lagarde (UDF), 39,57 % pour Évelyne Bergeret (PCF). Le taux de participation était de 45,34 %.
- Élections cantonales de 2008 : 41,55 % pour Vincent Capo-Canellas (UDF), 25,27 % pour Éliane Assassi (PCF). Le taux de participation était de 53,03 %.

#### Élections municipales
Au second tour des élections municipales de 2014 dans la Seine-Saint-Denis, la liste d'union de la droite menée par le maire sortant André Veyssière remporte la majorité absolue des suffrages exprimés, avec 1 384 voix (52,97 % des suffrages exprimés), devançant largement les listes menées par Janine Lopez (PS, 753 voix, 28,82 %) et par Michel Delplace (FG, 476 voix, 18,22 %), l'abstention s'étant élevée à 50,43 %.
Au second tour des élections municipales de 2020 dans la Seine-Saint-Denis, marqué par une quadrangulaire, la liste menée par Quentin Gesell (DVD), ancien maire adjoint du mandat précédent, remporte la majorité des suffrages exprimés, avec 852 voix (27,55 des suffrages exprimés), avec une faible avance sur les listes menées respectivement par :
- Faouzy Guellil (DVG, 812 voix, 26,25 %) ; 
 - Frédéric Nicolas (Divers, 725 voix, 23,44 %) ;
- le maire sortant André Veyssière (LR, 704 voix, 22,76 %),
 l'abstention s'étant élevé à 40,75 %,. 
En raison du faible écart  séparant sa liste de celle menée par Quentin Gesell — 40 voix — Faouzy Guellil (PS) conteste sans succès le résultat des élections, alléguant que la rédaction des procurations de l'entre deux tours aurait favorisé la liste du maire sortant. Le tribunal administratif de Montreuil puis le Conseil d'État (France) ont rejeté son recours, rendant définitifs les résultats du scrutin.

### Administration municipale
Compte tenu de la population de la commune, le Conseil municipal de Dugny comporte 33 sièges.

### Liste des maires
Six maires se sont succédé à Dugny depuis la Libération de la France :
| Période      | Période                      | Identité           | Étiquette         | Qualité                                                                                        |
| ------------ | ---------------------------- | ------------------ | ----------------- | ---------------------------------------------------------------------------------------------- |
| 1944         | 1944                         | François Larivière | PCF               | Ouvrier cimentier Président du Comité Local de Libération                                      |
| 1944         | 1945                         | Emmanuel Lambert   |                   |                                                                                                |
| 1945         | mars 1965                    | François Larivière | PCF               | Ouvrier cimentier                                                                              |
| mars 1965    | mars 1989                    | Félix Lacan        | PCF               | Instituteur                                                                                    |
| mars 1989    | juillet 2020,                | André Veyssière    | RPR puis UMP → LR | Vice-président de la CA de l'aéroport du Bourget (2009 → 2015)                                 |
| juillet 2020 | En cours (au 3 janvier 2022) | Quentin Gesell     | DVD               | Collaborateur d'élu, cadre territorial, Vice-président de la Métropole du Grand Paris (2020 →) |

### Jumelages
Au 11 février 2012, Dugny est jumelée avec :
- Hohenstein-Ernstthal (Allemagne) depuis 1968 ;

## Équipements et services publics

### Enseignement

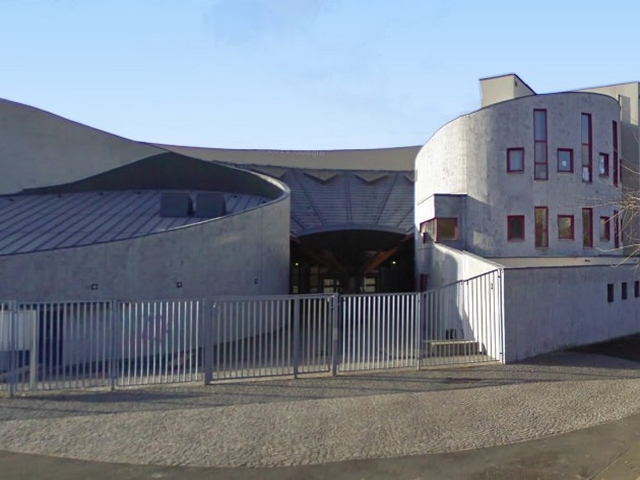
Le collège Jean-Baptiste Clément à Dugny.

Dugny est en zone C, sous la direction de l'académie de Créteil. Les écoles de la commune appartiennent à la circonscription de l’Éducation nationale de Dugny - Le Bourget, dirigée par l'Inspecteur de l'éducation nationale. L'inspection est située dans les locaux de l'école Paul Langevin.
La commune compte plusieurs établissements d'enseignement :
- une crèche[89].
  - crèche Bessie Coleman

- écoles maternelles ou primaire
  - école maternelle Marcel Cachin,
  - école maternelle Nelson Mandela,
  - école primaire Lucie Aubrac,
  - école primaire Jean Jaurès,
  - école primaire Irène et Frédéric Joliot-Curie,
  - école primaire Paul Langevin,
  - école primaire Henri Wallon.
  - groupe scolaire Colonel Fabien (maternelle et primaire).

- un collège 
  - collège Jean-Baptiste Clément.

- deux lycées
  - lycée des métiers de l'hôtellerie François Rabelais,
  - lycée technologique privé et UFA Robert Schuman.

### Jeunesse
Chaque mercredi, les jeunes Dugnysiens peuvent aller dans des espaces de jeux situés dans divers maisons de quartiers (salles de quartiers Allende et Thorez) et dans le préau de la maternelle Colonel Fabien dans le quartier du Pont-Yblon. Elles sont aussi accessibles pendant les vacances scolaires.
Dans le quartier du Pont-Yblon, un espace de rencontre est également mis à la disposition des 15-25 ans. Il propose diverses activités et permet l'aide à la rédaction de CV et de lettre de motivation et à la réalisation de projets. Un point accueil jeunesse a ouvert en janvier 2012 dans le centre-ville de Dugny et a pour but l’orientation et l’insertion professionnelle des 18-25 ans.

### Équipements culturels
Dugny dispose d'une médiathèque qui est gérée par la communauté d'agglomération de l'aéroport du Bourget. Cette médiathèque fonctionne en réseau avec les six autres médiathèques situées sur les communes de Drancy et du Bourget. Les prêts de livres sont gratuits pour les habitants de la communauté d'agglomération qui disposent d'une même carte pour l'ensemble des 7 médiathèques.
Il existe à Dugny un conservatoire de musique, de danse et d'art dramatique qui accueille les Dugnysiens dès l'âge de 3 ans et qui relève de la compétence de la communauté d'agglomération de l'aéroport du Bourget.
Dugny dispose par ailleurs d'une salle de spectacle - la salle Henri Salvador - et d'une salle polyvalente - la salle Victor Hugo - toutes deux situées en centre-ville.

### Santé
En 2012, il existe à Dugny un centre municipal de la santé. Y sont pratiqués de la médecine générale et spécialisée, des soins infirmiers et des prélèvements de laboratoire, des soins dentaires et de la kinésithérapie.

### Équipements sportifs

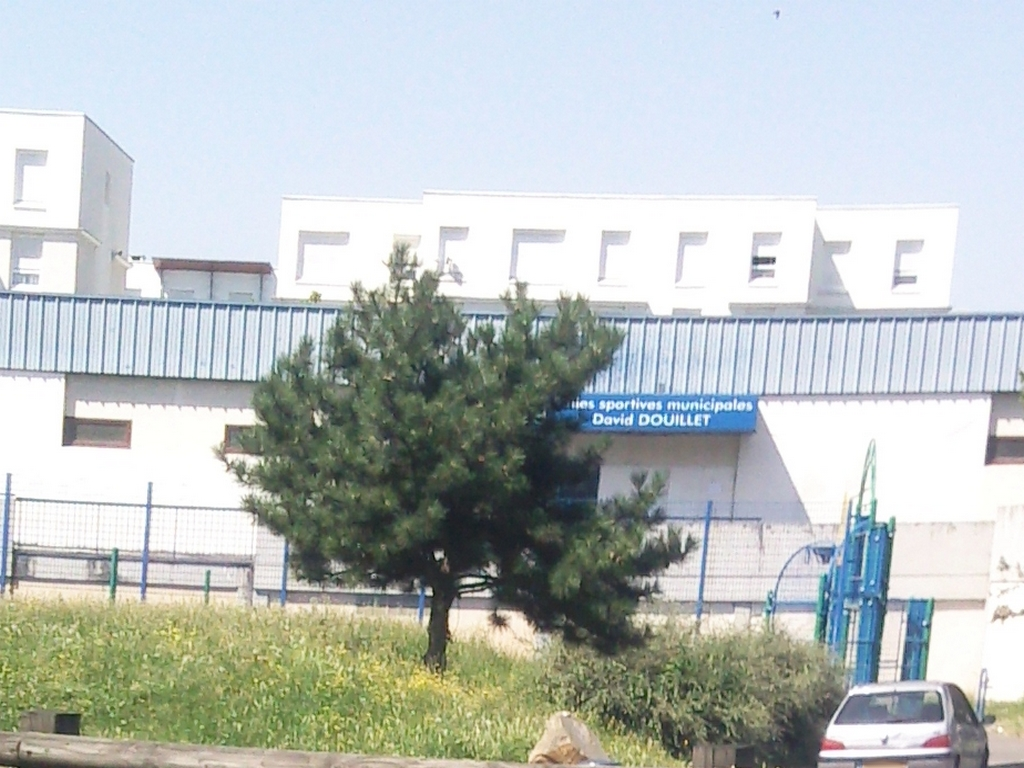
Les salles sportives municipales David-Douillet

La commune de Dugny dispose d'un stade (Alain-Mimoun), de deux gymnases (Alain-Mimoun et Jean-Jaurès), des terrains de Tennis (Tennis Club de Dugny) et des salles de sports (salles sportives municipales David Douillet), et d'une salle d'arts martiaux
Dans le cadre de la communauté d'agglomération de l'aéroport du Bourget, les Dugnysiens peuvent accéder aux stades nautiques du Bourget et de Drancy aux mêmes tarifs que les habitants de ces mêmes communes.

### Justice, sécurité, secours et défense
Sur son territoire, Dugny accueille une caserne de la Garde républicaine, la caserne de Rose à l'emplacement de l'ancienne Base aérienne 104.
Depuis le 1er juillet 2015, la caserne abrite également l'escadron de Gendarmerie mobile 22/1 de Dugny, qui était auparavant implanté à Melun.
Ce dernier est rattaché au Groupement II/1 de Gendarmerie mobile de Maisons-Alfort.

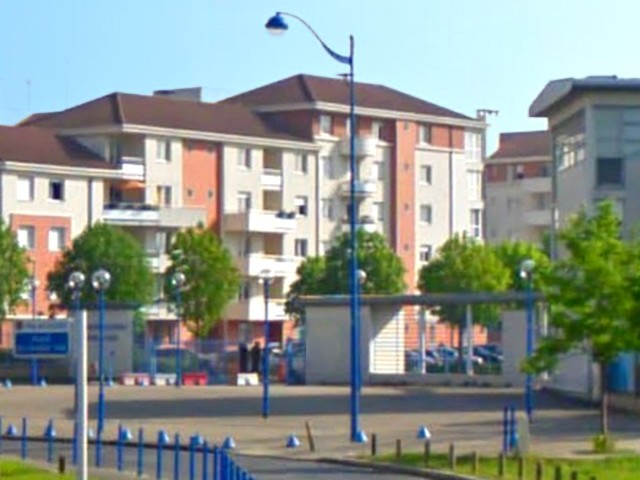
La Caserne de Rose, où est implanté une compagnie de la Garde Républicaine, ainsi qu'un escadron de la Gendarmerie mobile.

Tout comme pour Paris, mais aussi pour les autres communes de la Seine-Saint-Denis, les communes des Hauts-de-Seine et les communes du Val-de-Marne, la sécurité et la police dépendent avant tout de la Préfecture de police de Paris et dépendent ensuite du maire de la commune et du préfet de la Seine-Saint-Denis.
Dugny, le Bourget et la Courneuve font partie de la circonscription de police de la Courneuve. En 2008, la circonscription de police de la Courneuve a un taux de criminalité moyen de 113,38 crimes et délits pour 1 000 habitants.
La commune a installé un système de vidéosurveillance en juin 2011. Cette opération a pour but de préserver la sécurité des citoyens, de maintenir un climat de sécurité auprès de la population et d'empêcher tout fait de délinquance.
Dugny est dans le ressort du tribunal d'instance d'Aubervilliers, du tribunal de grande instance et du tribunal de commerce de Bobigny,.

## Population et société

### Démographie
Les habitants sont appelés les Dugnysiens et les Dugnysiennes.

#### Évolution démographique
L'évolution du nombre d'habitants est connue à travers les recensements de la population effectués dans la commune depuis 1793. Pour les communes de plus de 10 000 habitants les recensements ont lieu chaque année à la suite d'une enquête par sondage auprès d'un échantillon d'adresses représentant 8 % de leurs logements, contrairement aux autres communes qui ont un recensement réel tous les cinq ans,.

En 2022, la commune comptait 11 723 habitants, en évolution de +9,98 % par rapport à 2016 (Seine-Saint-Denis : +4,67 %, France hors Mayotte : +2,11 %).
| 1793 | 1800 | 1806 | 1821 | 1831 | 1836 | 1841 | 1846 | 1851 |
| ---- | ---- | ---- | ---- | ---- | ---- | ---- | ---- | ---- |
| 270  | 333  | 328  | 344  | 460  | 532  | 592  | 548  | 564  |

| 1856 | 1861 | 1866 | 1872 | 1876 | 1881 | 1886 | 1891 | 1896 |
| ---- | ---- | ---- | ---- | ---- | ---- | ---- | ---- | ---- |
| 533  | 594  | 611  | 489  | 517  | 601  | 643  | 611  | 643  |

| 1901 | 1906 | 1911 | 1921  | 1926  | 1931  | 1936  | 1946  | 1954  |
| ---- | ---- | ---- | ----- | ----- | ----- | ----- | ----- | ----- |
| 644  | 618  | 615  | 1 380 | 3 315 | 4 307 | 4 289 | 1 391 | 6 960 |

| 1962  | 1968  | 1975  | 1982  | 1990  | 1999  | 2005   | 2006   | 2011   |
| ----- | ----- | ----- | ----- | ----- | ----- | ------ | ------ | ------ |
| 6 185 | 7 860 | 8 094 | 8 451 | 8 361 | 8 641 | 10 336 | 10 603 | 10 783 |

| 2016   | 2021   | 2022   | - | - | - | - | - | - |
| ------ | ------ | ------ | - | - | - | - | - | - |
| 10 659 | 11 328 | 11 723 | - | - | - | - | - | - |

#### Les ménages
En 2007, le nombre total de ménages dugnysiens est de 3 883. Ces ménages ne sont pas tous égaux en nombre d'individus. Certains de ces ménages comportent une personne, d'autres deux, trois, quatre, cinq voire plus de six personnes. Voici ci-dessous, les données en pourcentage de la répartition de ces ménages par rapport au nombre total de ménages.
| Personnes par ménage (2007) | 1      | 2      | 3      | 4      | 5     | 6 ou plus |
| --------------------------- | ------ | ------ | ------ | ------ | ----- | --------- |
| Dugny                       | 27,7 % | 26,2 % | 17,7 % | 15,3 % | 7,4 % | 5,7 %     |
| Paris                       | 52,4 % | 25,9 % | 10,5 % | 7,1 %  | 2,7 % | 1,4 %     |
| Moyenne nationale           | 31,0 % | 31,1 % | 16,2 % | 13,8 % | 5,5 % | 2,4 %     |
| Sources des données : INSEE |        |        |        |        |       |           |

#### Pyramides des âges
La population de la commune est relativement jeune.
En 2018, le taux de personnes d'un âge inférieur à 30 ans s'élève à 48,2 %, soit au-dessus de la moyenne départementale (42,7 %). À l'inverse, le taux de personnes d'âge supérieur à 60 ans est de 13,6 % la même année, alors qu'il est de 16,7 % au niveau départemental.
En 2018, la commune comptait 5 192 hommes pour 5 565 femmes, soit un taux de 51,73 % de femmes, légèrement supérieur au taux départemental (50,82 %).
Les pyramides des âges de la commune et du département s'établissent comme suit.
| Hommes | Classe d’âge | Femmes |
| ------ | ------------ | ------ |
| 0,2    | 90 ou +      | 0,4    |
| 2,5    | 75-89 ans    | 4,3    |
| 9,7    | 60-74 ans    | 10,1   |
| 17,4   | 45-59 ans    | 16,4   |
| 20,9   | 30-44 ans    | 21,6   |
| 23,1   | 15-29 ans    | 22,0   |
| 26,3   | 0-14 ans     | 25,1   |

| Hommes | Classe d’âge | Femmes |
| ------ | ------------ | ------ |
| 0,3    | 90 ou +      | 0,9    |
| 3,9    | 75-89 ans    | 5,2    |
| 11,5   | 60-74 ans    | 12,1   |
| 18,7   | 45-59 ans    | 18,1   |
| 22,2   | 30-44 ans    | 22,3   |
| 20,6   | 15-29 ans    | 20,1   |
| 22,8   | 0-14 ans     | 21,4   |

### Manifestations culturelles et festivités

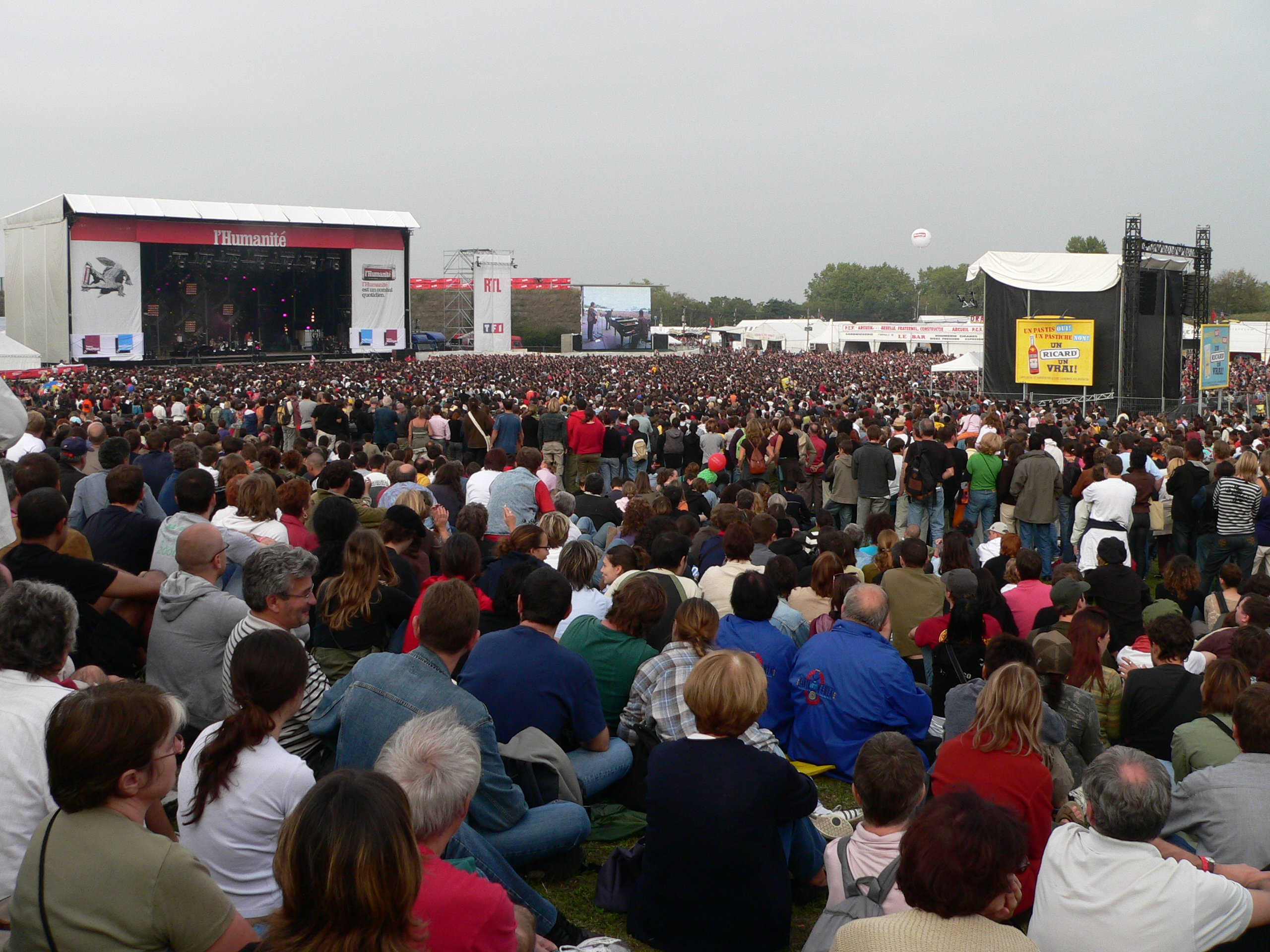
La fête de l'Huma en 2006 à Dugny.

Dugny accueille sur son territoire des festivités d'envergure nationale et internationale. Les deux plus célèbres sont la fête de l'Humanité qui avait lieu chaque année au mois de septembre au parc Georges-Valbon, dans l'aire des vents à Dugny jusqu'en 2021, et le salon international de l'aéronautique et de l'espace de Paris-Le Bourget qui a lieu au mois de juin à l'aéroport du Bourget tous les deux ans (années impaires).
Pour la fête nationale, un feu d'artifice est organisé, le 13 juillet au soir. Depuis 2021, la municipalité a renforcé les évènements de la Fête Nationale en ajoutant un concert et une retraite aux flambeaux.
Depuis 2014, la municipalité organise au mois de novembre la Semaine de la citoyenneté qui a pour but de valoriser le statut de citoyen et d'encourager la participation à la vie collective. Cette manifestation donne lieu à diverses activités (ravivage de la flamme du soldat inconnu à l'Arc de Triomphe, visite du Sénat, rencontres entre élus et habitants, interprétation de La Marseillaise, théâtre...).

### Médias
La commune de Dugny édite un journal trimestriel, « Dugny Plus ». C'est un journal d'informations locales d'une quarantaine de pages en couleur. Il est possible de le consulter via le site de la ville.
Dugny dispose d'un portail institutionnel, site sur lequel il est possible de s'informer sur l'actualité de la ville, mais également sur ses infrastructures et son histoire.
La commune a adhéré au SIPPEREC, syndicat intercommunal de la périphérie de Paris pour l'électricité et les réseaux de communication, afin de procéder à l'étude de la mise en place du câble sur la commune dans les prochaines années.

### Cultes

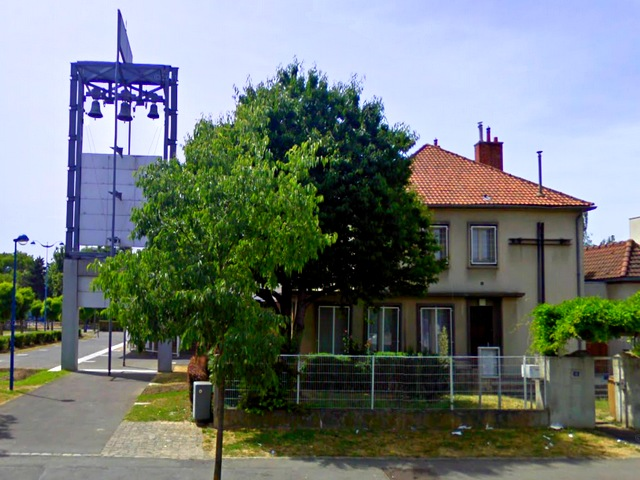
L'église Saint-Denys.

Les Dugnysiens disposent de lieux de culte catholique et musulman :
Dugny est une commune qui dépend du secteur pastoral du Blanc-Mesnil au sein du diocèse de Saint-Denis dont le lieu de culte est l'église Saint-Denys de Dugny,.
La ville dispose également d'une salle de prières de confession musulmane, gérée par l'association culturelle des musulmans de Dugny. L'association, crée en 1989, gère des activités cultuelles (organisation du culte), mais aussi culturelles (enseignement de l'arabe et de l'histoire de la civilisation musulmane),.

## Économie

### Revenus de la population et fiscalité
En 2009, le revenu fiscal médian par ménage était de 13 702 €,
ce qui plaçait Dugny au 29 885e rang parmi les 31 604 communes de plus de 50 ménages en métropole.

### Emploi
En 2008, 7 012 Dugnysiens avaient entre 15 et 64 ans, les actifs ayant un emploi représentaient 62,6 % de la population dugnysienne, les retraités représentaient 4,4 % des Dugnysiens, 10,3 % de la population était considéré comme autres inactifs et 876 Dugnysiens étaient chômeurs, ce qui donne un taux de chômage de 12,5 % pour la commune contre 11,8 % pour le département la même année. Et enfin la population estudiantine représentait 10,2 % des Dugnysiens,.
Répartition des emplois par domaines d'activité en 2008
|                             | Agriculture | Industrie | Construction | Commerce | Services |
| --------------------------- | ----------- | --------- | ------------ | -------- | -------- |
| Dugny                       | 0,09 %      | 6,08 %    | 4,52 %       | 50,43 %  | 38,86 %  |
| Moyenne nationale           | 3,48 %      | 15,40 %   | 6,45 %       | 13,32 %  | 61,40 %  |
| Sources des données : INSEE |             |           |              |          |          |

Répartition des emplois par catégories socioprofessionnelles en 2008
|                             | Agriculteurs | Artisans, commerçants, chefs d'entreprise | Cadres, professions intellectuelles | Professions intermédiaires | Employés | Ouvriers |
| --------------------------- | ------------ | ----------------------------------------- | ----------------------------------- | -------------------------- | -------- | -------- |
| Dugny                       | 0,0 %        | 2,3 %                                     | 9,0 %                               | 25,2 %                     | 41,9 %   | 21,6 %   |
| Moyenne nationale           | 2,4 %        | 6,4 %                                     | 12,1 %                              | 22,1 %                     | 29,9 %   | 27,1 %   |
| Sources des données : INSEE |              |                                           |                                     |                            |          |          |

### Entreprises et commerces
En 2004 à Dugny, 22 entreprises ont été créées, la ville se place à la 2 213e place au niveau national sur la création d'entreprise, cette année-là. Le nombre total d'établissements est d'environ 602 (en 2004).
Les établissements de l'industrie agricole et alimentaire représentent 3,2 % du nombre total d'entreprises avec un nombre de cinq établissements, les industries des biens de consommation représentent 1,9 % avec trois établissements, les industries des biens d'équipement représentent une part de 1,3 % avec deux entreprises. L'industrie des biens intermédiaires comporte cinq entreprises soit 3,2 %, la construction avec ses treize entreprises représente 8,3 %, le commerce représente pas moins de 26,7 % du nombre total d'entreprises avec quarante-trois établissements, le transport comprend dix-sept établissements soit 10,9 %. Les activités immobilières totalisent trois entreprises soit 1,9 %, les services aux entreprises représentent 16,7 % avec vingt-six établissements, les services aux particuliers comprennent dix-sept entreprises soit 10,9 % et enfin pour ce qui touche au dernier type d'établissement à savoir l'éducation, la santé et l'action sociale on dénombre vingt-deux entreprises soit 14,1 % du nombre d'établissements total.

## Culture locale et patrimoine

### Lieux et monuments

#### Patrimoine aéronautique

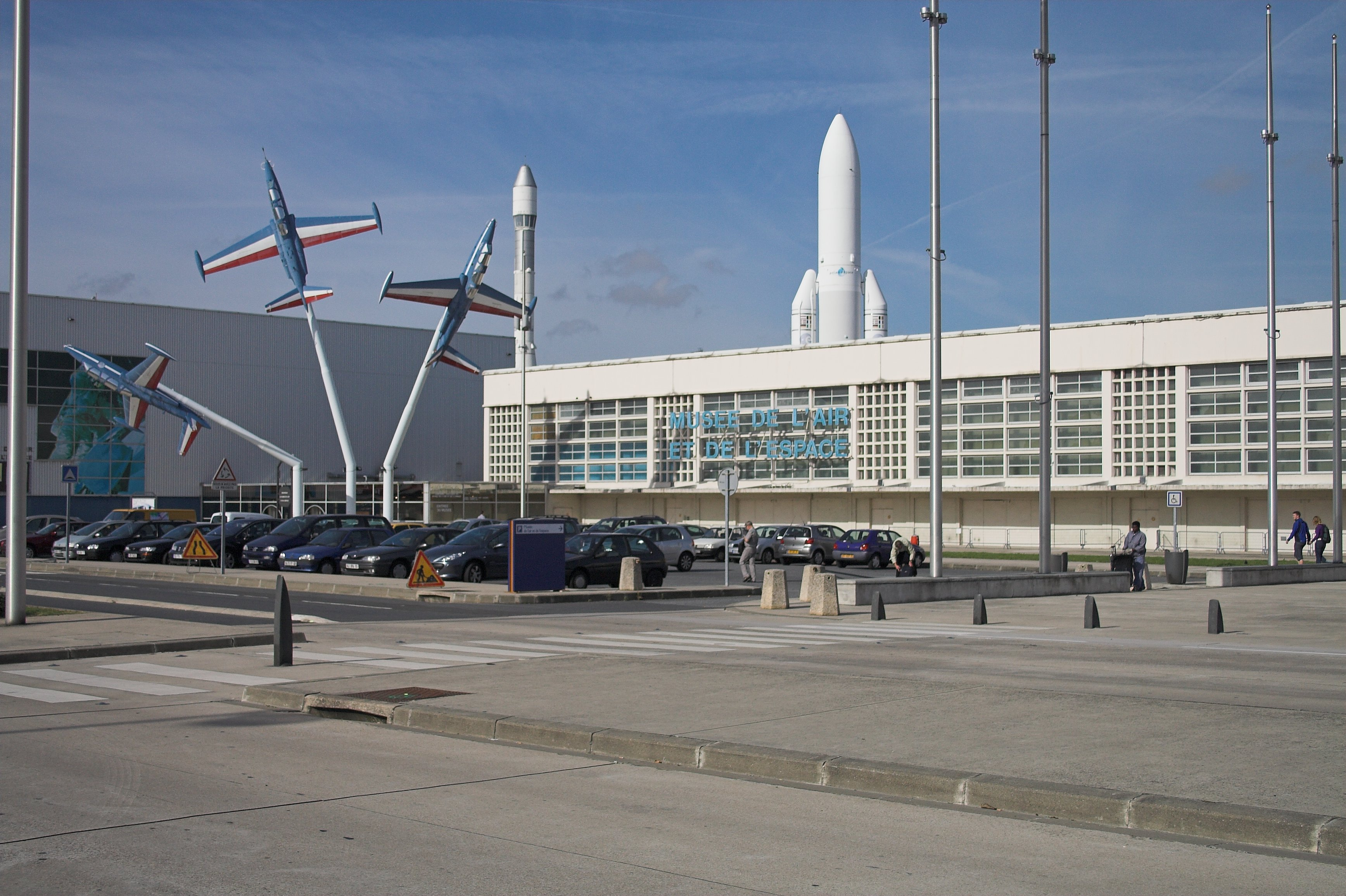
L'entrée du Musée de l'air et de l'espace.

Tout comme l'histoire de la ville, le patrimoine de Dugny est intimement lié au patrimoine aéronautique. En effet, l'aéroport du Bourget couvre à peu près la moitié du territoire dugnysien et une grande partie des collections du musée de l'air et de l'espace est située à Dugny,,. Bien qu'ils soient tous deux, de par leurs noms, associés à la ville du Bourget.
L'aéroport du Bourget est le premier aéroport parisien à avoir été construit et il est aujourd'hui le premier aéroport d'affaires européen, il accueille, tous les deux ans (mois de juin des années impaires), le salon international de l'aéronautique et de l'espace.
Le musée de l'air et de l'espace est le plus important musée aéronautique de France. Lors de son déménagement au Bourget en 1975, le musée occupait une partie de l'esplanade ainsi qu'un hangar, au sud de l'aérogare. En 1977, la disparition du trafic commercial entraîne une reconversion rapide de l’aéroport dans l’aviation d’affaires, et libère de l'espace pour l'extension du musée qui ouvre. C'est en 1987 que l'aérogare, en partie désaffectée depuis 1977, devient « La Grande Galerie », qui présente une grande collection d’avions originaux des débuts de l’aviation et de la « Première Guerre mondiale »,,. Le musée a eu une fréquentation de 274 678 visiteurs en 2008, le classant à la 24e place des musées français les plus visités.

#### Monuments commémoratifs

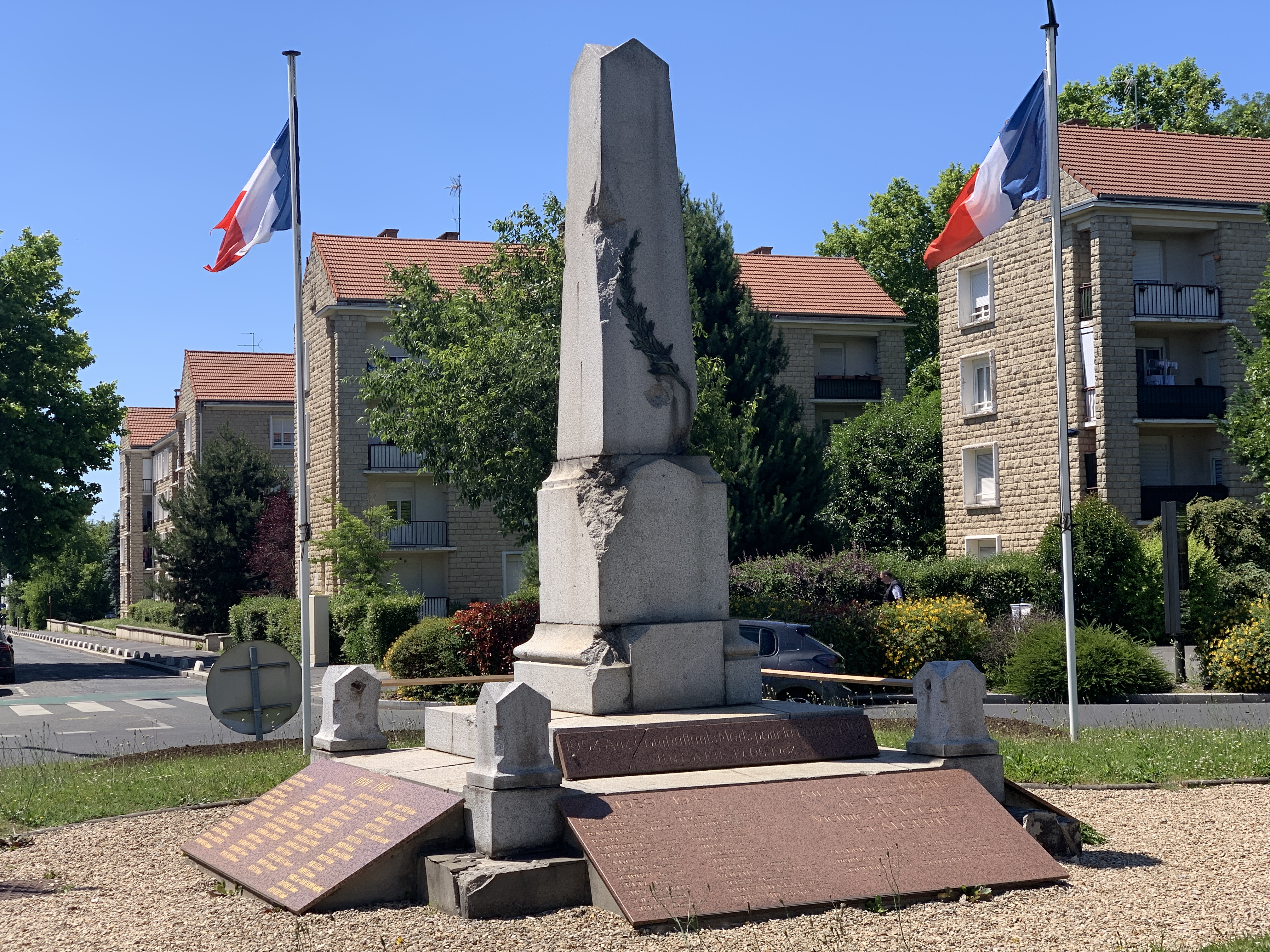
Monument aux morts, place du 16 août 1943.

Sur la place du 16 août 1943, on trouve un monument aux morts, sur lequel est écrit « À la glorieuse mémoire des enfants de Dugny morts pour la France ».
Au cimetière du Hazeret, on trouve aussi une stèle commémorative, dressé en souvenir des bombardements du 13 août 1943, il rend hommage aux deux-cents victimes qui n'avaient pas quitter les lieux, le bombardement avait touché trois abris sur cinq. On voit aussi dans ce cimetière, de nombreuses tombes d'inconnus mort lors de ce tragique événement.
La tombe de François Cretté de Palluel est un des éléments du patrimoine dugnysien. Avant tout parce que l'homme est un personnage important de la commune. Riche propriétaire et savant agronome, il contribue au progrès agricole de la commune et fait partie de la première municipalité de Dugny pendant la Révolution française. Il est incarcéré comme suspect, avec son père et son frère, en 1794, il doit en partie sa libération aux démarches des habitants de Dugny.

### Patrimoine culturel

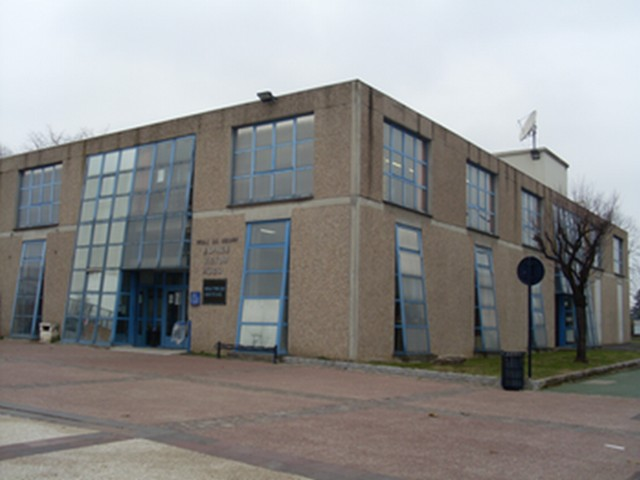
L'espace culture Victor-Hugo et la médiathèque Anne-Frank.

La ville dispose d'un conservatoire municipal. Celui-ci abrite une école municipale de musique, de danse et de théâtre.
Dugny possède une salle de spectacle, la salle Henri Salvador, qui propose des séances de cinéma.
La commune dispose de l'espace culturel Victor-Hugo,. La médiathèque Anne-Frank, est située au premier étage de l'espace culturel et couvre une superficie de 540 m2.
La ville de Dugny dispose de nombreuses médiathèques administrées par la communauté d'agglomération de l'aéroport du Bourget. La médiathèque Georges Brassens d'une surface de 4 000 m2, a été inaugurée le 28 avril 2007. Elle a coûté 13 millions d'euros, dont 5,6 de subventions. C'est l'une des très rares médiathèques ou bibliothèques françaises à être ouverte 7 jours sur 7. Elle fait trois étages et comprend au sous-sol un auditorium. L'accueil et la section jeunesse (650 m2) se trouve au rez-de-chaussée, les documentaires pour adultes au 1er étage, la fiction pour adulte, la musique et les films au second étage (soit 1 600 m2 pour la section adulte) et les services administratifs et scientifiques au 3e étage. Au total, elle donne accès à 65 000 livres, 8 000 DVD et 6 500 CD, et comprend 65 postes informatiques connectés à Internet ainsi que 10 postes de recherche documentaire.
Elle constitue l'élément central d'un réseau de six médiathèques de quartier (quatre à Drancy, une au Bourget et celle de Dugny citée précédemment). Les quatre médiathèques drancéennes de proximité sont celles de l'Économie, du Bois de Groslay, de l'Avenir et de Gaston Roulaud.

### Dugny dans les arts et la culture
- Le Fantôme de Dugny, film de Patrick Laroche et Philippe Nasse 1995 - 59 min - Betacam - Couleur - France.

### Architecture

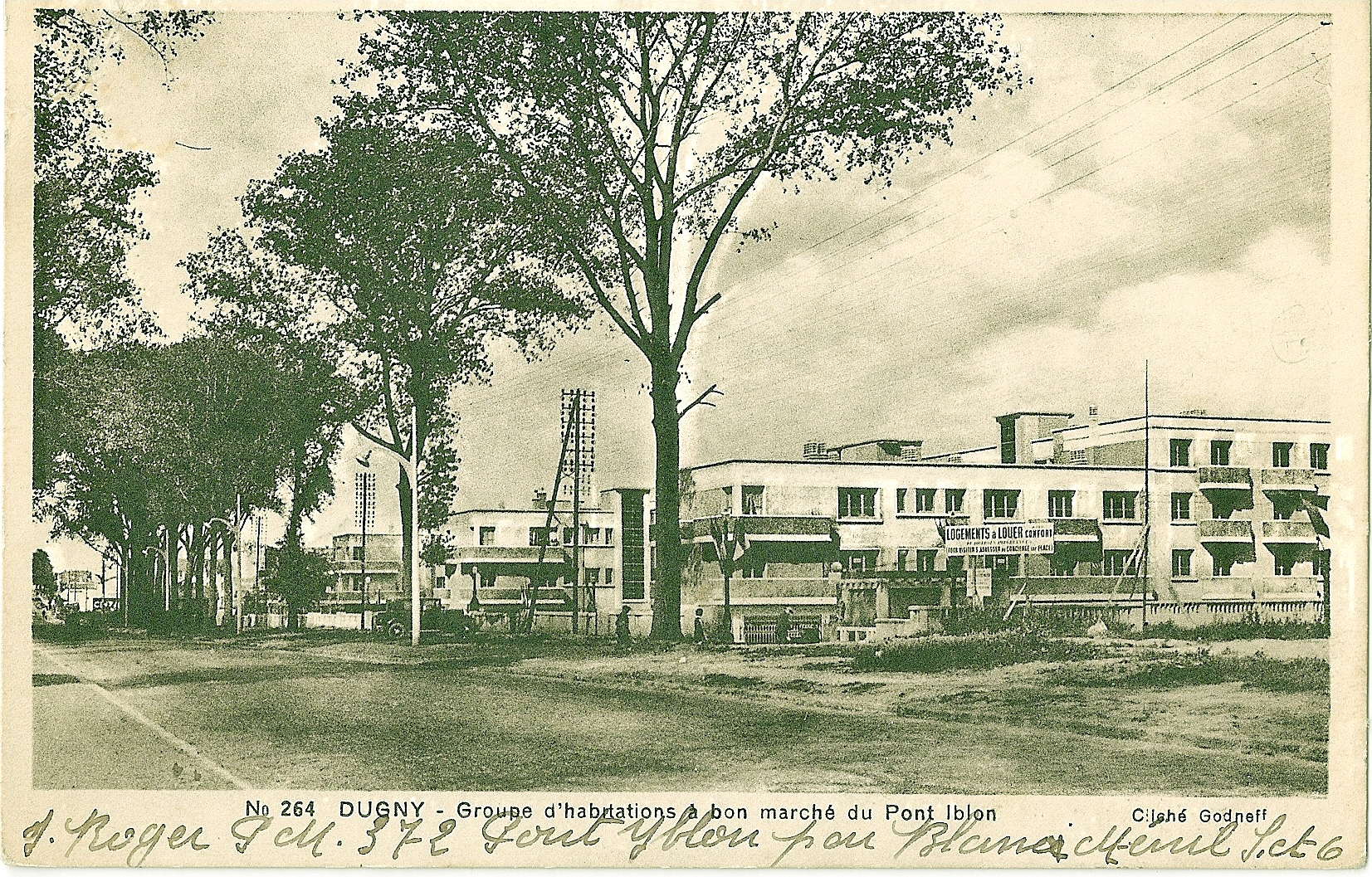
La Cité du Pont-Yblon construite par Germain Dorel en 1933.

L'architecture de Dugny est avant-tout marquée par le logement social et la présence militaire. De plus, après la Seconde Guerre mondiale la commune est détruite à 95 ou 98 %,, les bâtiments de la commune datent donc majoritairement du XXe siècle et du XXIe siècle.
Les cités de l'Eguillez et du Pont-Yblon, construite respectivement en 1932 et 1933, sont le parfait exemple de l'histoire et de l'architecture de la ville. Elles s'inscrivent dans le plan des constructions d'urgence édifiées pendant l'entre-deux-guerres et sont des habitations à Bon Marché (HBM). La première bénéficiait de la proximité de la cité-jardin, détruite pendant les bombardements qui ont touché la ville en 1943 et elle témoigne du Dugny ouvrier. La seconde, éloignée du centre-ville par l'aéroport, était destinée à recevoir les familles de gardes mobiles et un groupe scolaire et un dispensaire y sont intégrés ; elle témoigne alors du Dugny militaire,. Ce côté militaire se remarque aussi par la présence de la caserne militaire de Rose.

### Personnalités liées à la commune

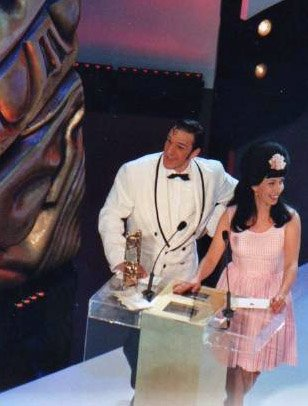
Shirley & Dino aux césars.

#### Nées à Dugny
- Pierre Duclou (1957) - Artiste peintre.
- Corinne Benizio (1962), alias Shirley - Actrice et humoriste du duo Shirley & Dino.
- Sophie Briard-Auconie (1963) - Députée, membre de l'Union des démocrates et indépendants.
- Fabrice Flahutez (1967) - Historien, cinéaste.
- Kader Attia (1970) - Artiste plasticien.
- Larbi Benboudaoud (1974) - Judoka, champion du monde en 1999 et vice-champion olympique en 2000.
- Sandra Joseph (1982), alias Sandro - Animatrice de radio.
- Florence Malgoire (1960-2023), violoniste.

#### Autres résidents dugnysiens
- François Cretté-Palluel (1741-1798) - Agronome. Député de l'Assemblée Législative et membre de la municipalité de Dugny en 1791. Juge de Paix. Il est enterré dans la commune.
- Alexandre Cretté de Palluel, (1766-1844), (fils du précédent), conseiller général de la Seine, maire de Paris XVIIIe, (anobli par lettres patentes du 31 mai 1817, baron le 18 novembre 1827, officier de la Légion d'honneur le 19 mai 1825).
- Lucie Aubrac (1912-2007) - Résistante et épouse de Raymond Aubrac. Elle a passé une partie de son enfance à Dugny.
- Philippe de Gaulle (1921-2024) - Amiral, officier général de marine et homme politique français, ancien sénateur, fils de Charles et Yvonne de Gaulle. Il y a dirigé la Base aéronavale 104 de 1964 à 1966[139].
- Dominique Bertinotti (1954) - Femme politique et historienne, Ministre déléguée à la Famille de 2012 à 2014, a enseigné l’histoire au sein du collège Jean-Baptiste Clément dans les années 1980[140].
- Franck Tanasi (1959) - Ancien joueur de football du PSG. Il a été entraîneur du Sporting Club Dugnysien.
- Djimi Traoré (1980) - Ancien joueur de football de Liverpool, qui a remporté la Ligue des champions 2004/2005. Il a grandi à Dugny[141].
- Gwladys Épangue (1983) - Taekwondoïste, double championne du monde et médaillée de bronze aux Jeux Olympiques de Pékin 2008, licenciée du club de Taekwondo de Dugny.
- Fadi El Hage (1984) - Historien moderniste et a enseigné au Lycée Hôtelier François Rabelais de Dugny jusqu’en 2021.
- Laëtitia Payet (1985) - Judoka, Championne du Monde, entraîneuse au sein de la section Judo de l'Union Sportive de Dugny de 2018 à 2019[142].
- Fradique Mendes Ferreira (1985) - Chanteur et musicien, membre du groupe d’origine Sao Toméenne Calema, a vécu plusieurs années à Dugny et a été conseiller municipal aux côtés du maire André Veyssière[143].
- António Mendes Ferreira (1992) - Chanteur et musicien, membre du groupe d’origine Sao Toméenne Calema, a vécu plusieurs années à Dugny.
- Sidney Obissa (2000) - Footballeur international gabonais et défenseur de l'AC Ajaccio habite à Dugny.
- Reda Benchaa (2002) - Joueur de football et défenseur du Dijon Football Côte-d'Or a grandi et vit à Dugny.
- Djelika Diallo (2005) - Parataekwondoïste, licenciée au club TKD Dugny et vice-championne paralympique aux Jeux de Paris 2024[144].
- Faiza Hassouni, jeune femme est assassinée le 19 octobre 2013 à Dugny

### Héraldique
| Blason de Dugny | Blason  | Écartelé : au premier et au quatrième d'azur au clou d'argent accompagné de trois fleurs de lys d'or, au deuxième et au troisième de gueules à l'anille d'argent accompagnée de neuf épis de blé d'or, formant trois fleurs de lys ordonnées 2 et 1. |
| Blason de Dugny | Détails | |